# Площадь Минина и Пожарского
Пло́щадь Ми́нина и Пожа́рского («и Пожарского» часто опускается, для краткости или по незнанию) — главная площадь Нижнего Новгорода. Является общественно-культурным центром города, местом проведения всех наиболее значимых торжеств и праздников. Расположена в исторической части города (в Нижегородском районе), с юго-восточной стороны от нагорной части Кремля.
Площадь соединяет между собой центральные улицы города: Зеленский съезд, Большую Покровскую, Алексеевскую, Варварскую, Ульянова, Минина и Верхне-Волжскую набережную. Здесь расположено множество памятников архитектуры, Мининский, Лобачевский и медицинский университеты, памятники Минину и Чкалову, выставочный комплекс, а также первый городской фонтан.
Площадь является проезжей. Движение по ней перекрывается только в праздничные дни и на время проведения других мероприятий.

## История

### Русское царство

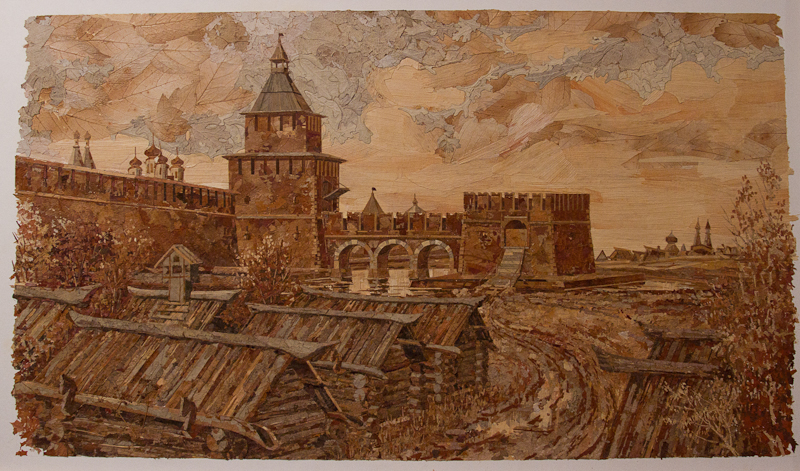
Нижегородский Кремль. Дмитриевская башня с предмостным укреплением. XVII век. Александр Николаевич Юрков

До того времени, как площадь начала формироваться, на её месте располагались деревянные дома, кузницы и глубокий ров, наполненный водой для предотвращения проникновения в кремль.
Первоначально площадь называлась Верхнепосадской и Верхнебазарной. Это был центр Верхнего посада: сюда вели сухопутные торговые пути, здесь был торг, обеспечивавший потребности верхней части города.
Прое́зжая башня соединялась каменным арочным мостом с предмостным укреплением — пятиугольной отводной стрельницей в окружении крепостного рва. Таким образом отражались атаки на кремль во времена набегов со стороны Казанского ханства. Через несколько лет после постройки башни, в 1378 году, перед ней была построена деревянная церковь во имя святого Димитрия Солунского, по одной из версий, давшая название самой башне. В 1641 году была построена Алексеевская церковь.  В 1697 году деревянную церковь Димитрия Солунского заменили каменным Благовещенским собором. С его постройкой площадь также стали называть Благовещенской.
От площади через Дмитриевскую башню до сих пор проходит Ивановский съезд — главный спуск, соединявший прежние верхнюю и нижнюю части города. Также на площади располагалась таможенная изба.
Из-за того, что на месте будущей площади находилось множество кузниц, там постоянно скапливались продукты окисления меди зелёного оттенка, которые попросту сливались в крепостной ров вниз по течению и уходили в речку Почайну. Именно по этой причине нынешние остатки рва называются Зеленским съездом.

### Российская империя

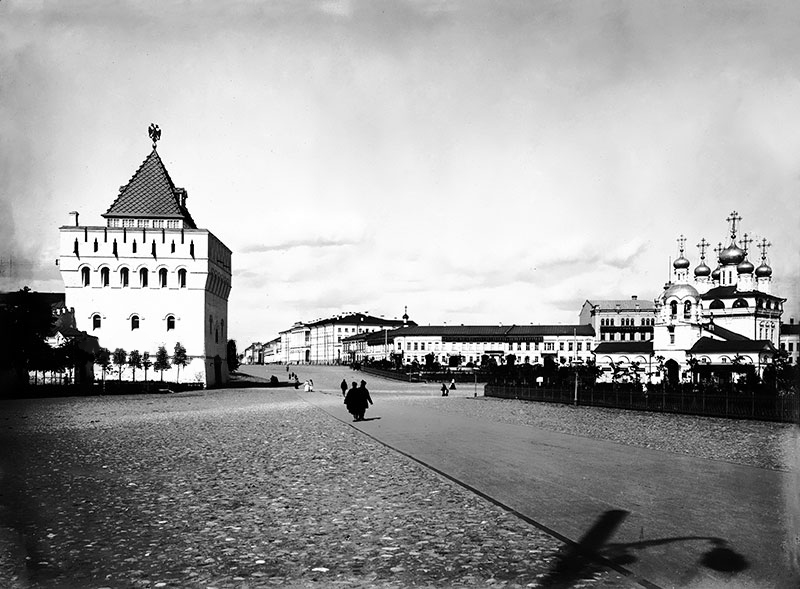
Благовещенская площадь. 1890 год. Фото М. П. Дмитриева

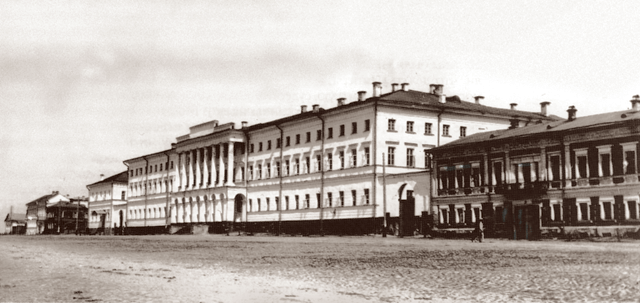
Семинарская площадь. Здание духовной семинарии (сейчас — второй корпус Мининского университета). Начало XX века.

Первый регулярный план площади был составлен в 1770 году. Пространство перед Духовной семинарией, переехавшей из кремля в 1743 году, называлось Семинарской площадью.
После пожара 1768 года, по просьбе губернских властей, в петербургской «Комиссии о строении» был составлен регулярный план застройки города, но реализации плана мешало отсутствие местных опытных градостроителей. В 1782 году были разобраны на кирпич древние предмостные укрепления, засыпан крепостной ров, а на его месте были построены ряды деревянных торговых лавок. По плану площадь получила трапециевидную форму. План закреплял исторически сложившиеся направления отходящих улиц и предусматривал застройку площади и примыкающих улиц только каменными домами.
Преобразования площади начались с назначением в 1779 году губернским архитектором Якова Ананьина. В 1782 году были разобраны на кирпич древние предмостные укрепления, засыпан, потерявший своё значение, крепостной ров. На его месте были построены ряды деревянных торговых лавок. В ходе Генерального размежевания города 1784—1787 годов, согласно плану, были проложены начала улиц, уничтожены деревянные постройки в центре площади. В 1787 году был построен комплекс зданий Почтовой конторы (с конца XX века на этом месте располагается торговый комплекс «Алексеевский ряд»). Линию между Варварской и Тихоновской улицами заняла усадьба с флигелями вице-губернатора Петра Елагина. Частные дома на боковых сторонах «трапеции», не соответствовавшие плану, сохранялись до начала XIX века, их запрещалось ремонтировать, чтобы со временем снести.
Площадь эта не велика, но редко можно встретить в губернских городах подобную: все здания, окружающие её, каменные и очень красивы, особенно дома гимназии и общественный.Н. И. Храмцовский. 1850-е годы.

### Советское время

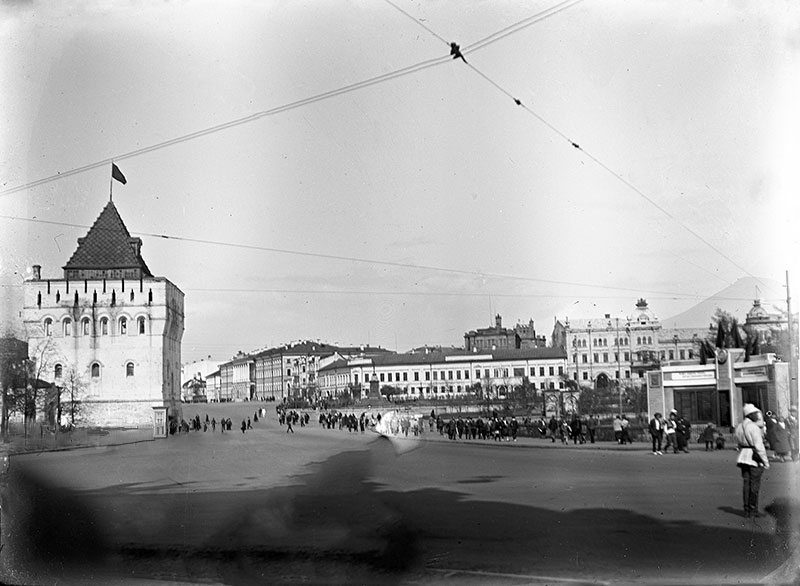
Площадь около 1935 года.

После Октябрьской революции 1917 года объединённые Благовещенскую и Семинарскую площади переименовали в площадь Советскую. Церковь подверглась опале. В Благовещенском соборе и церкви св. Алексия Митрополита была разобрана вся церковная утварь, а в самих зданиях были открыты разнообразные торговые лавки. В 30-х годах XX века оба храма были снесены.
Также, после революции, большевиками был снесён недавно установленный памятник Александру II. Долгое время от него оставался лишь пустой постамент, на который позже установили уличный фонарь, но и его было решено убрать.
В 1935—1937 годах ленинградским институтом Гипрогор был разработан генеральный план «социалистического города Горького», предполагавший радикальное изменение сложившейся планировочной структуры. Площадь была спроектирована круглой, её территория значительно увеличивалась за счёт сноса части стен и башен Кремля, который воспринимался в те годы как «памятник алчного феодализма и царского самодержавия, свидетель жутких страниц кровавого прошлого». Архитектор Гипрогора Николай Ушаков писал в журнале «Горьковская область»:

Стена, выходящая на Советскую площадь, позднейшими реставрациями лишена своей ценности и прелести. Башни, особенно Дмитровская, значительно переделаны. Одновременно именно здесь стены кремля закрывают площадь от неповторимых по красоте далей Заволжья и от зелени внутри кремля. Поэтому от Дома Советов до Георгиевской башни на набережной стены эти намечены к сносу. Сносятся также и некоторые постройки внутри кремля. Получится большая круглая площадь. В центре её, на месте Дмитровской башни, воздвигается памятник тов. Свердлову, а вокруг него кольцом разбивается сквер. Против здания сельскохозяйственного института, на месте старого арсенала, воздвигается большое здание обкома партии и облисполкома, в дополнение к их старым зданиям. Сильно озелененная внутри кремля территория будет окружать Дом Красной Армии, расположенный на месте бывшего Кадетского корпуса. Улица Я. Свердлова расширится до 40 метров за счёт левой стороны. Все здания по этой стороне постепенно сносятся и заменяются новыми.

Проект застройки площади института Гипрогор. 1936 год

Реализации этих проектов помешала начавшаяся вскоре Великая Отечественная война.
В 1943 году, на очередном собрании Горьковского обкома было решено поднять боевой дух горьковчан в борьбе с нацистской Германией. Для этого на площади был установлен первый памятник Кузьме Минину, и она стала именоваться площадью Минина и Пожарского. Горьковчане были воодушевлены таким подарком. Жители города всегда очень уважали своего предка и ценили его подвиг.
В 1985 году старый памятник Минину был демонтирован и отправлен на реставрацию в Балахну, где, впоследствии, и остался стоять. Спустя четыре года, в 1989 году, был установлен новый памятник работы советского скульптора О. К. Комова и архитекторов Е. И. Кутырева, В. В. Воронкова и Н. И. Комовой.

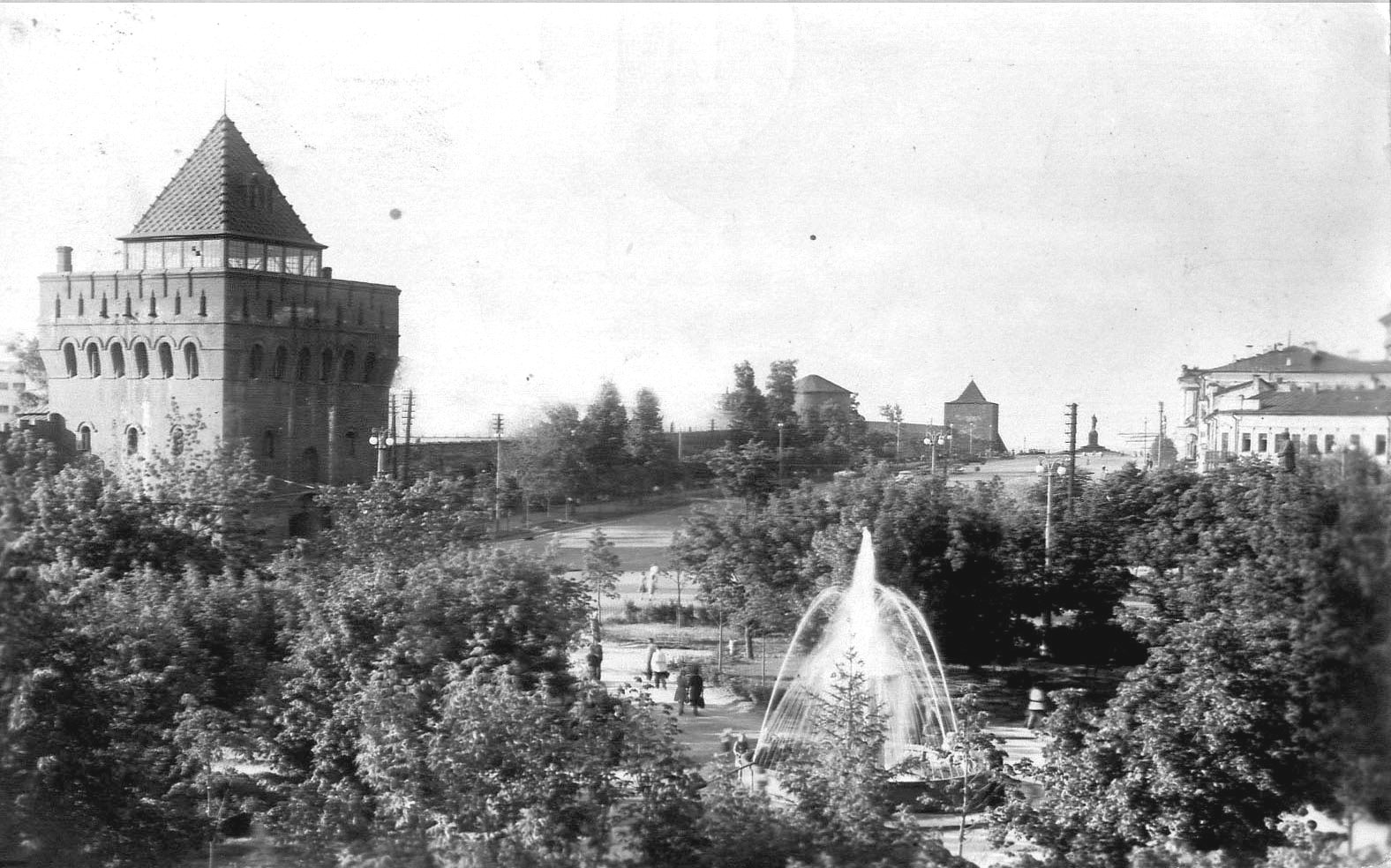
Советская площадь
Отправка на фронт первой Горьковской дивизии. 1941 год
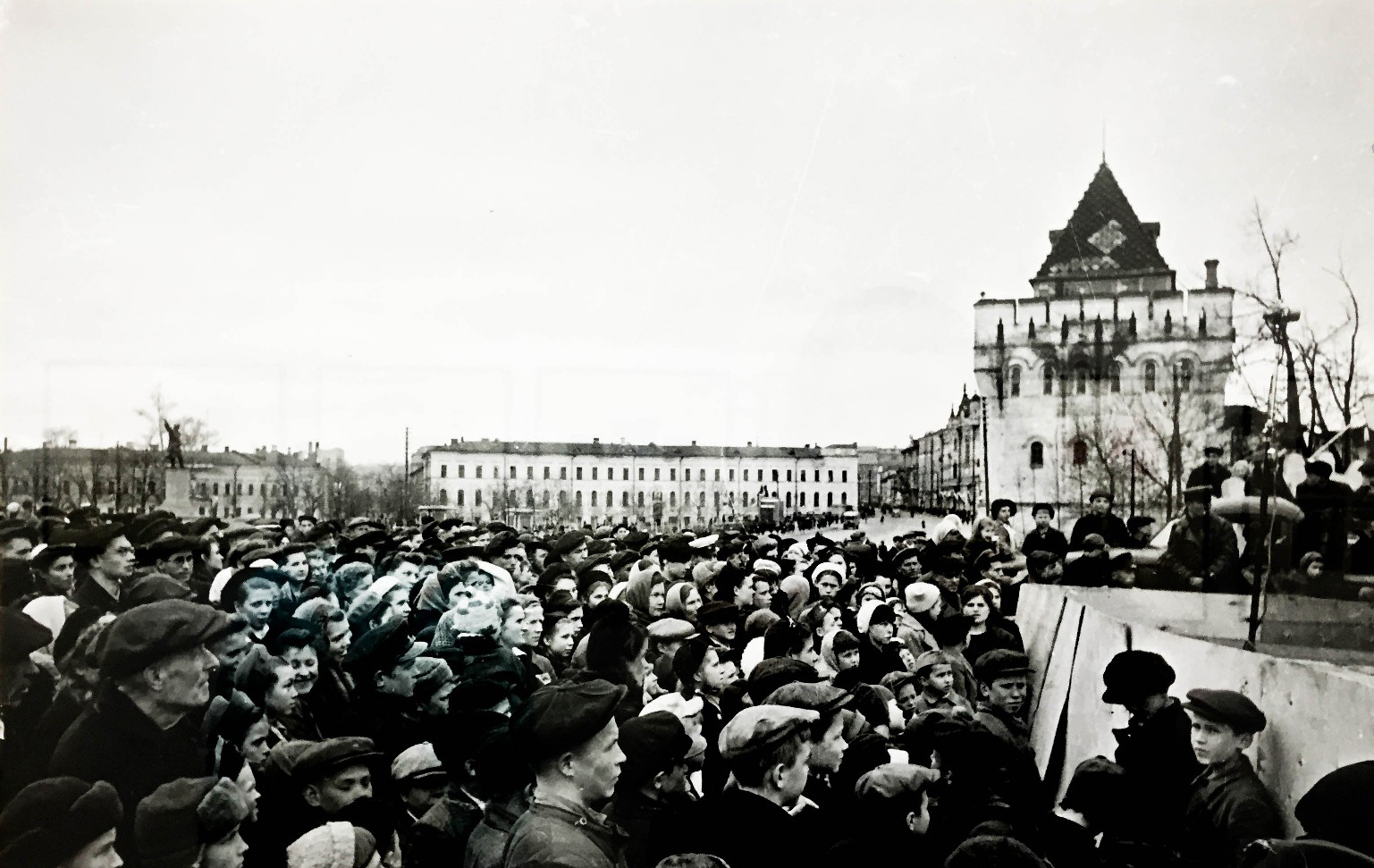
Объявление о капитуляции Германии 9 мая 1945 года
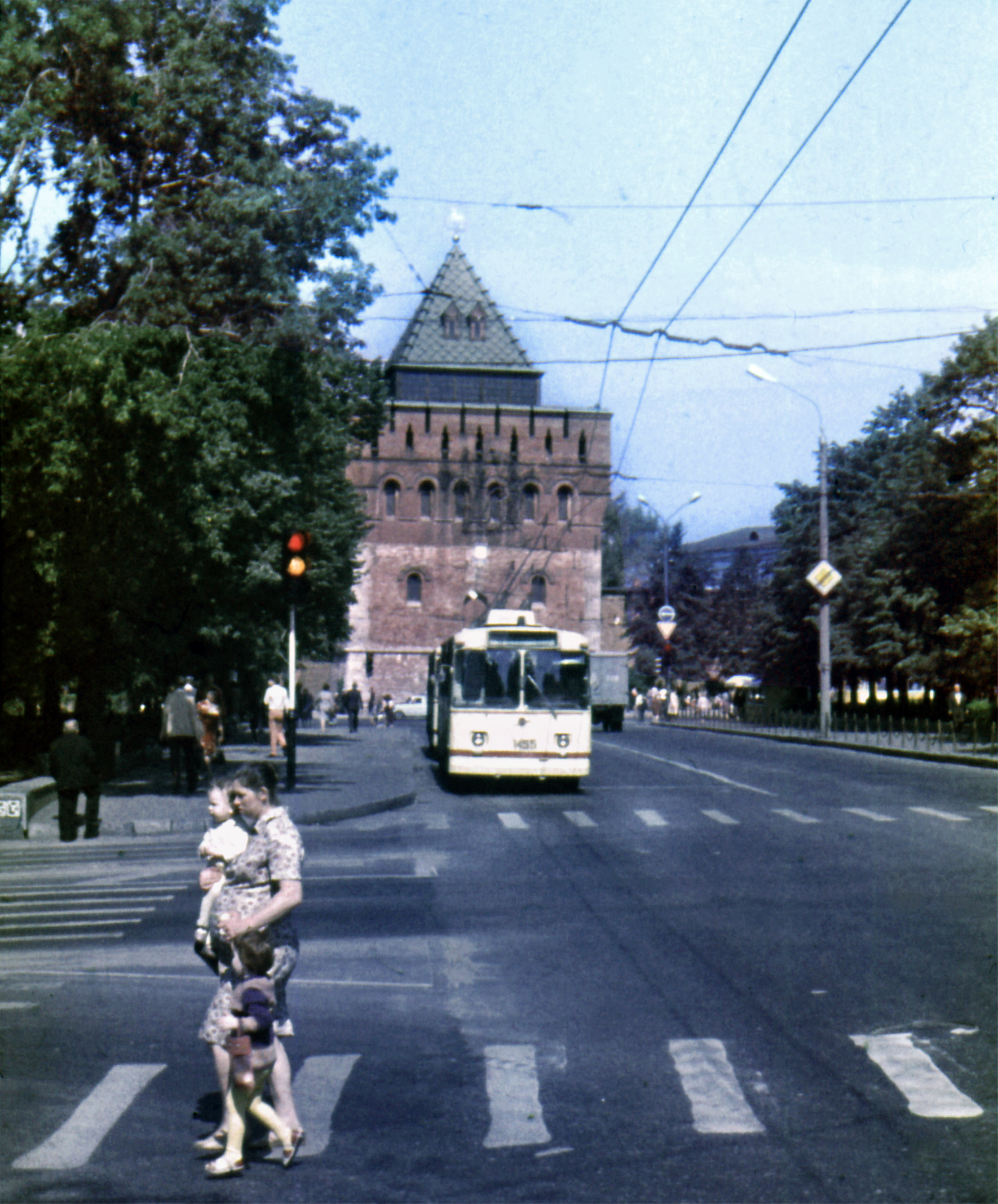
Дмитриевская башня Кремля

### Новое время

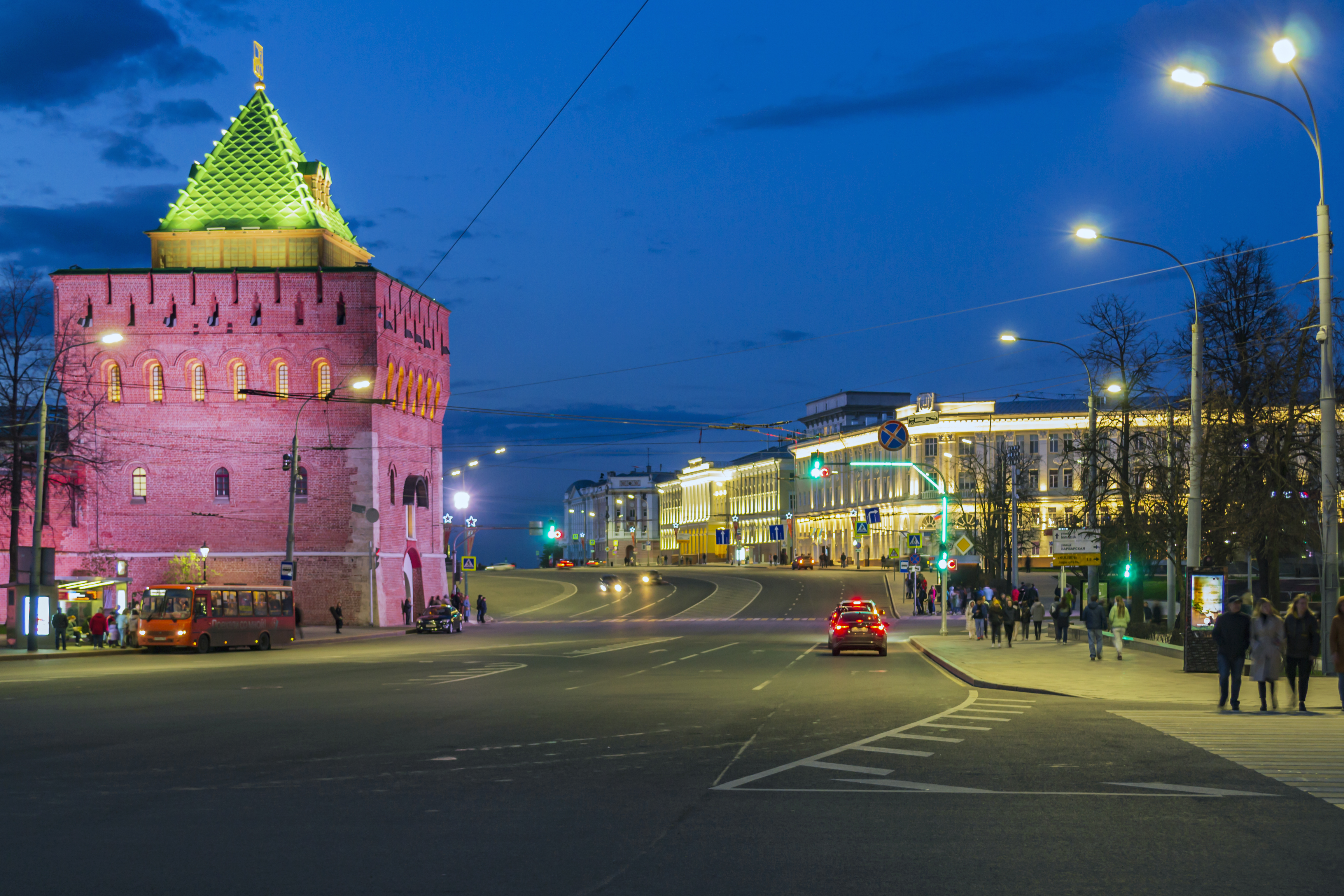
Современный вид площади

После распада Советского Союза, в начале 1990-х годов, на площади стали устанавливать одиночные ларьки и торговые палатки. Однако, они простояли недолго: в начале 2000-х годов в городе развернулась инициатива по устранению мелких торговых точек на центральных площадях и улицах.
В начале 2009 года администрацией города и области рассматривались проекты реконструкции площади Минина и Пожарского, предложенные инвесторами.
Проекты предусматривали строительство под площадью торгово-развлекательного центра. Предлагалось также восстановление Благовещенского собора и церкви Алексия Митрополита. Изменение привычного надземного вида площади было расценено как неприемлемое.
Градостроительный совет при губернаторе одобрил один из проектов, несмотря на необходимость многолетней предварительной работы археологов, а также на опасность ухудшения транспортной ситуации в связи с появлением дополнительного центра притяжения.
В 2021 году площадь была капитально отремонтирована к 800-летию Нижнего Новгорода. Был отреставрирован дом городской думы, Дмитриевская и Георгиевская башни Кремля, заменено освещение по программе «чистое небо» — таким образом, на площади остались только провода от контактной сети троллейбусов; были установлены прокаты велосипедов и самокатов.

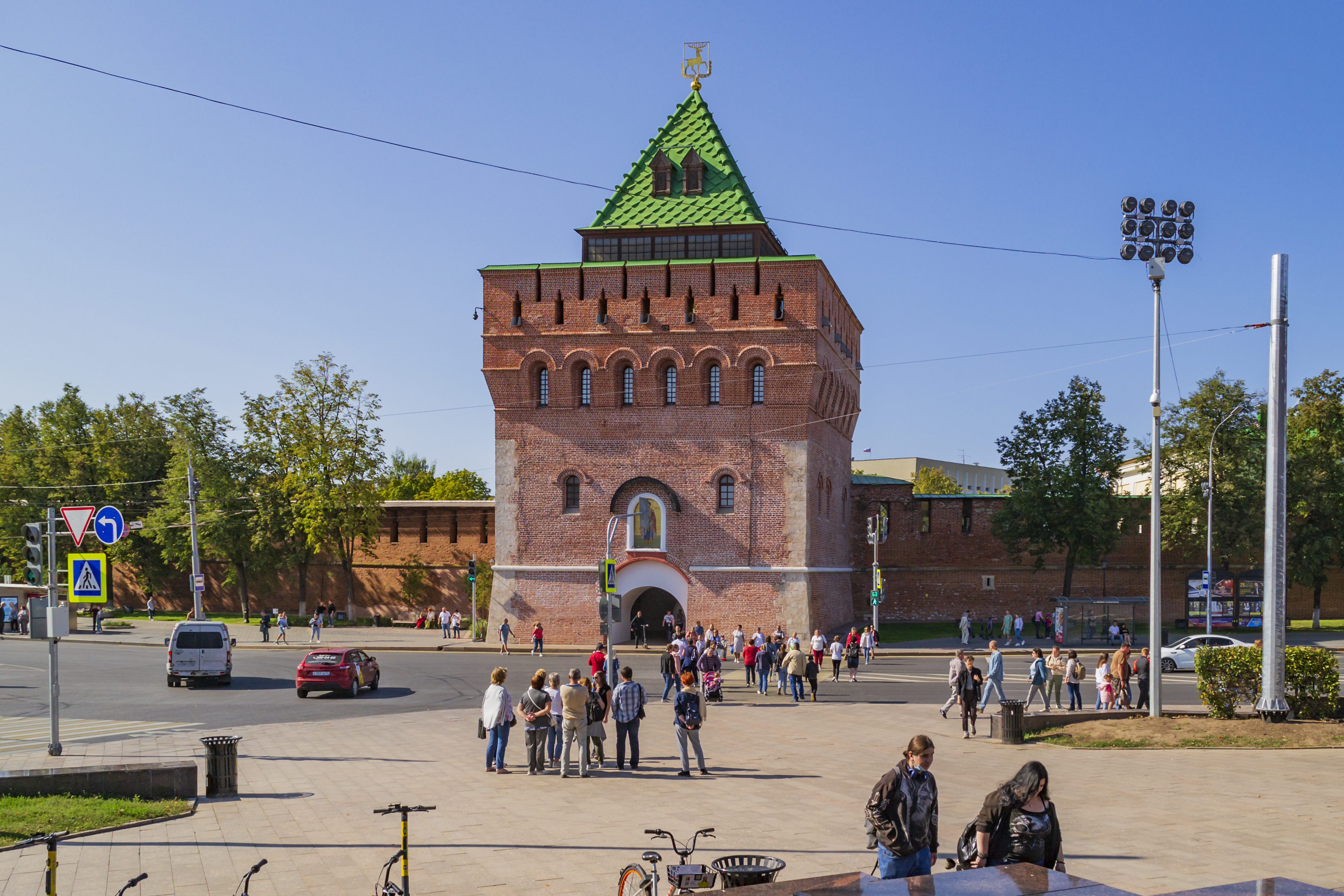
Дмитриевская башня Кремля
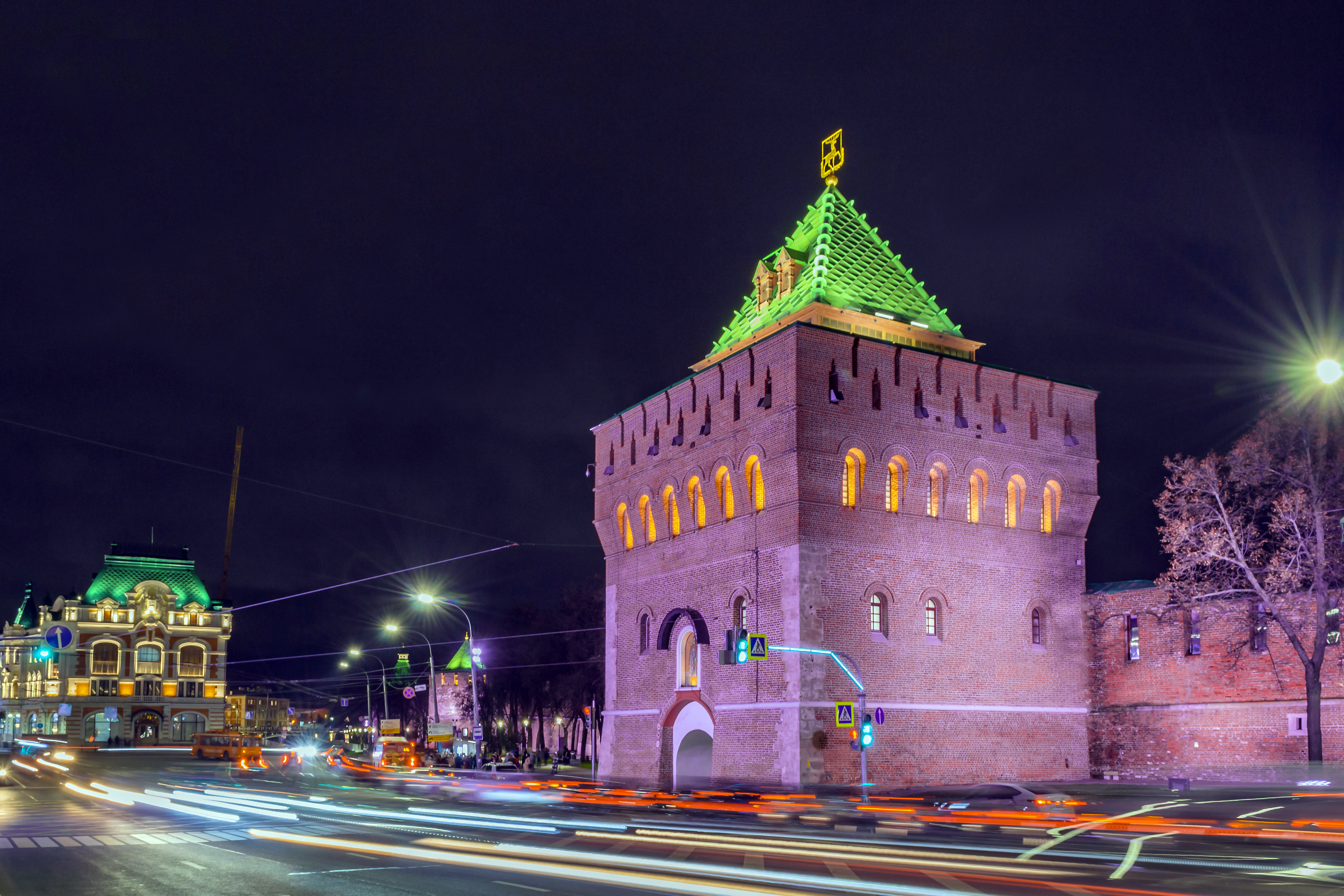
Подсветка Дмитриевской башни. 25 октября 2022 года
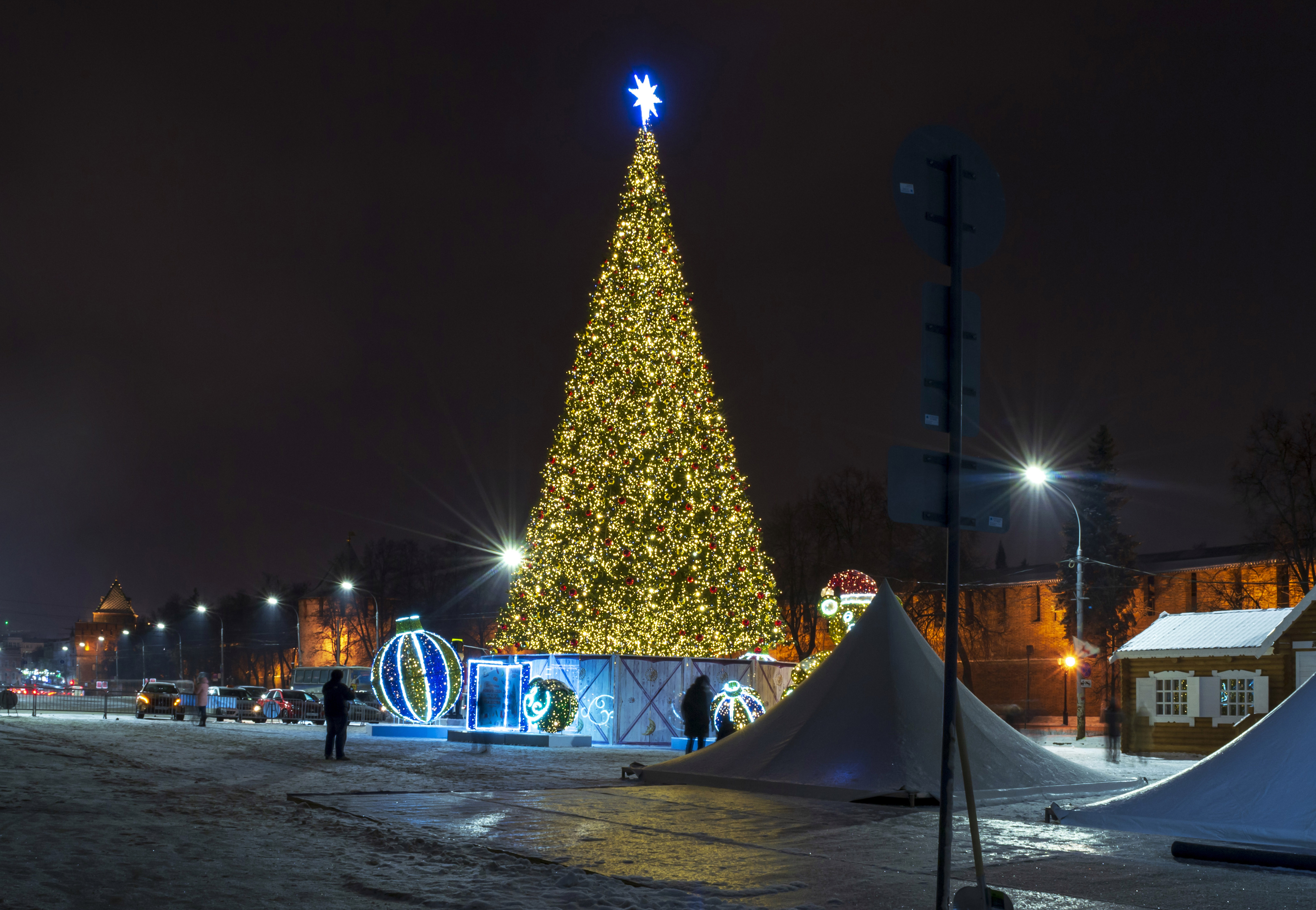
Новогодняя ель на площади
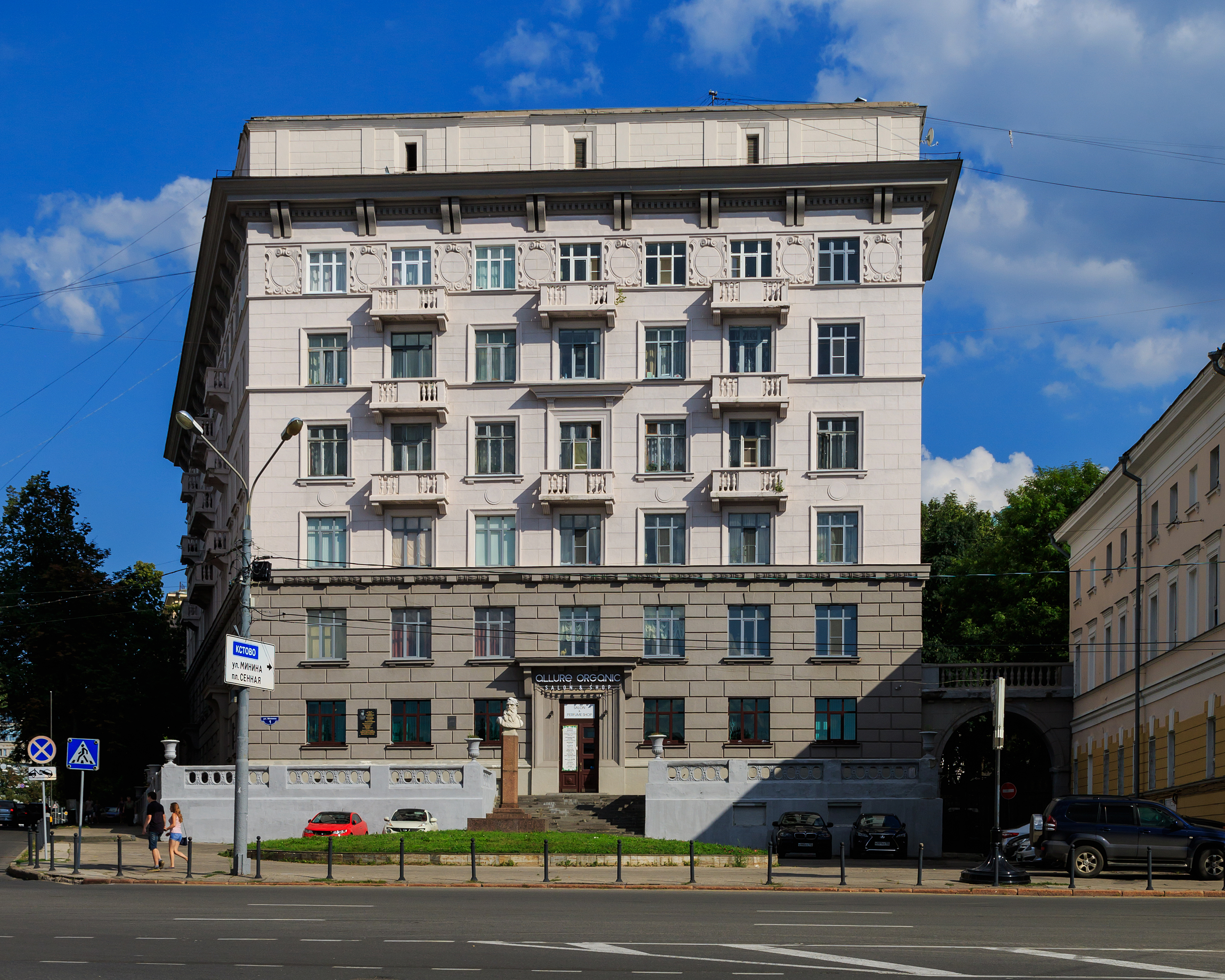
«Первый дом»

### Хронология событий
- 1823 — всю северо-восточную границу площади, продолжающую улицу Тихоновскую, заняли два доходных дома купца Д. Г. Деулина.
- 1828 — сенной базар, оставлявший много мусора, перенесён на специально спланированную Сенную площадь (в районе современного Лингвистического университета).
- 1828—1831 — построено новое здание Духовной семинарии (сейчас — корпус Педагогического университета напротив Пороховой башни).
- 1830 — началось мощение площади камнем (закончено в 1936 году).
- 1834 — разобраны торговые лавки у Дмитриевской башни.
- 1836 — разобраны деревянные строения у стен кремля.
- 1839 — проложены Георгиевский и Зеленский съезды.
- 1840 — разобраны ветхие здания Крестовоздвиженского монастыря (на месте современного памятника В. П. Чкалову) — площадь получила выход на откос.
- 1840—1841 — выстроен корпус общественных лавок (здание Выставочного зала).
- 1847 — введён в действие фонтан (как часть водопроводной системы).
- 1852 — возведён доходный дом Бугрова (на месте современного Дворца труда, построенного в 1902 году).
- 1896 — проложены трамвайные пути — из арки у Кладовой башни на Большую Покровскую (перенесены в 1938 году).
- 1906 — установлен памятник Александру II (уничтожен после Октябрьской революции).
- 1916 — построено здание конторы пароходного общества «Волга» (теперь это корпус Медицинского университета у памятника Чкалову).
- 1930 — разрушены Благовещенская и Алексиевская церкви, перенесён фонтан.
- 1940 — установлен памятник Чкалову.
- 1943 — у Дмитриевской башни установлен памятник Кузьме Минину.
- 1943—1949 — сооружена Чкаловская лестница.
- 1955 — установлен бюст Минина работы А. В. Кикина.
- 1985 — демонтирован старый памятник Минину.
- 1989 — установлен новый памятник Минину.
- 2021 — отреставрирована Дмитриевская башня.

## География
В плане площадь имеет вид ковша: полоса шириной 60 и длиной 550 метров тянется вдоль кремля от Георгиевской до Кладовой башни, с похожим на полукруг расширением радиусом 120—150 метров вокруг Дмитровской башни. Такая форма площади связана с тем, что она образована объединением двух площадей: полукруглой, или трапециевидной, Благовещенской и вытянутой Семинарской. От оконечностей площади отходят съезды Зеленский (юго-западный конец) и Георгиевский (северо-восточный конец). От полукруга бывшей Благовещенской площади радиально отходят пять улиц: Пожарского, Большая Покровская, Алексеевская, Варварская и Ульянова. От бывшей Семинарской отходят улица Минина и Верхне-Волжская набережная; кроме того, таким же образом могла бы отходить и Большая Печёрская, как было спроектировано несколькими градостроительными планами.

## Ансамбль площади
Контур площади образован следующими зданиями и сооружениями (против часовой стрелки): кремль, Дворец труда, Выставочный зал, торговый комплекс Алексеевский ряд, первый корпус Педагогического университета, здание, занимаемое ННГУ и хоровым колледжем, Гимназия № 1, второй корпус Педагогического университета, жилые дома по улице Минина, первый корпус Медицинского университета.

### Памятник Кузьме Минину

Памятник работы О. К. Комова

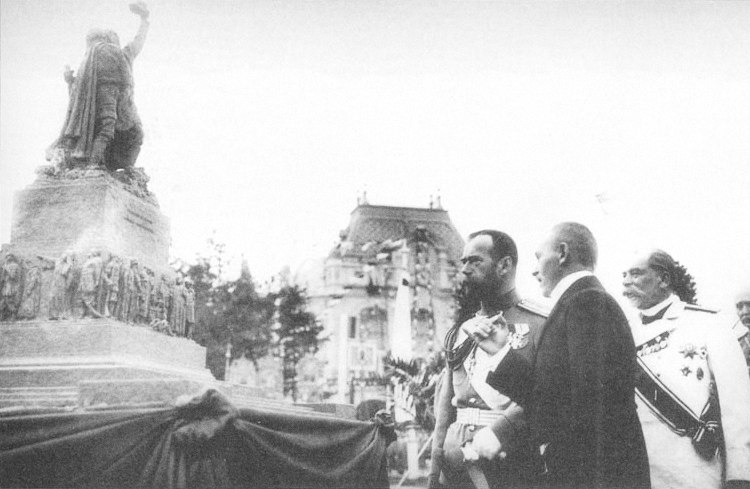
Император Николай II на Благовещенской площади возле макета памятника Минину и Пожарскому

Идея поставить памятник Кузьме Минину и князю Пожарскому на Благовещенской площади была близка к реализации уже в начале XX века. В 1912 году на конкурсе победил эскиз памятника скульптора В. Л. Симонова, который и получил право на создание скульптуры. 17 мая 1913 года, в присутствии императора Николая II, посетившего город в связи с празднованием 300-летия Дома Романовых, состоялась закладка памятника. Но Первая мировая война помешала установке монумента, а в 1918 году большевики приняли решение об уничтожении сооружаемого памятника. Гранит постамента использовали на другие нужды, судьба бронзовой скульптуры неизвестна.
В годы Великой Отечественной войны для поднятия патриотического духа народа руководство страны решило обратиться к героическим страницам досоветской истории. В Горьком объявили конкурс эскизов памятника Минину. Многие приняли участие в конкурсе, однако скульптор Александр Колобов, имевший собственную мастерскую, начал работать в материале, пока остальные художники ещё делали эскизы. В результате памятник был сделан в течение нескольких месяцев. Памятник был торжественно открыт 7 ноября 1943 года, площадь также была переименована в честь Минина и Пожарского.
Фигура Минина была выполнена из недолговечного материала — бетона — и покрашена под бронзу. Летом 1985 года памятник, требующий ремонта либо замены, демонтировали и отправили в Балахну, на предполагаемую родину героя. 1 июня 1989 года был установлен новый монумент работы скульптора О. К. Комова (архитекторы Е. И. Кутырёв, В. В. Воронков, Н. И. Комова), а старый в том же году был установлен на балахнинской Советской площади.

### Памятник Валерию Чкалову

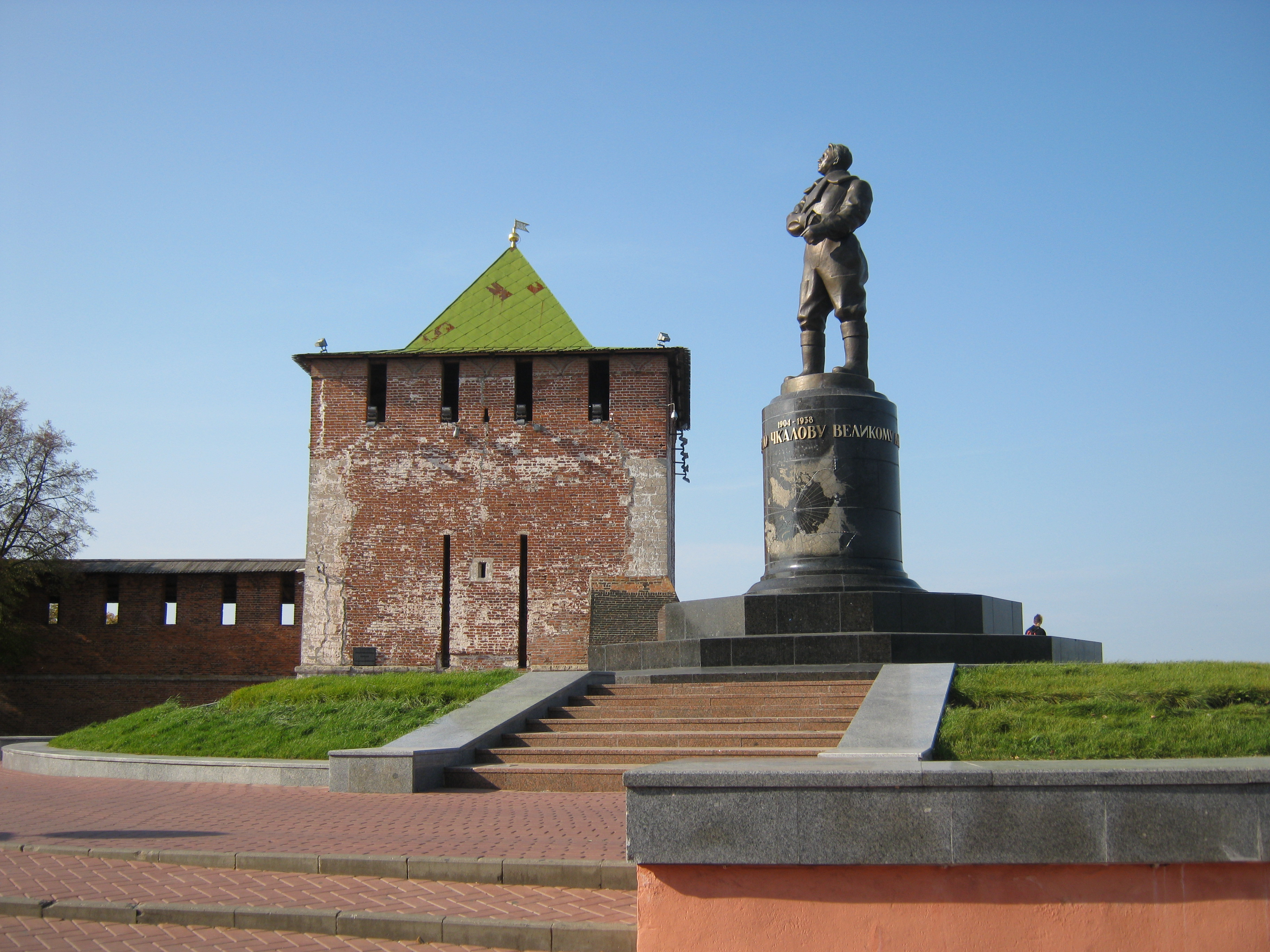
Памятник Валерию Чкалову на фоне Георгиевской башни

Памятник легендарному лётчику-испытателю был открыт 15 декабря 1940 года, в день второй годовщины его гибели. Автором скульптуры стал друг В. П. Чкалова И. А. Менделевич, с которым они вместе выбрали это место для памятника А. М. Горькому. И. А. Менделевич был удостоен за эту работу Сталинской премии. Архитекторы памятника: И. Г. Таранов и В. С. Андреев.
На поверхности пьедестала нанесены контуры карты Северного полушария с указанием маршрутов перелетов героического экипажа Чкалова-Байдукова-Белякова на Дальний Восток и через Северный полюс в Америку. Сам пьедестал облицован лабрадоритом.
На пьедестале нанесены годы жизни лётчика и надпись «Валерию Чкалову великому летчику нашего времени». Под этими словами, над картой перелётов, видны отверстия от креплений — там была надпись «сталинскому соколу», удалённая во время борьбы с культом личности Сталина.

### Дворец труда

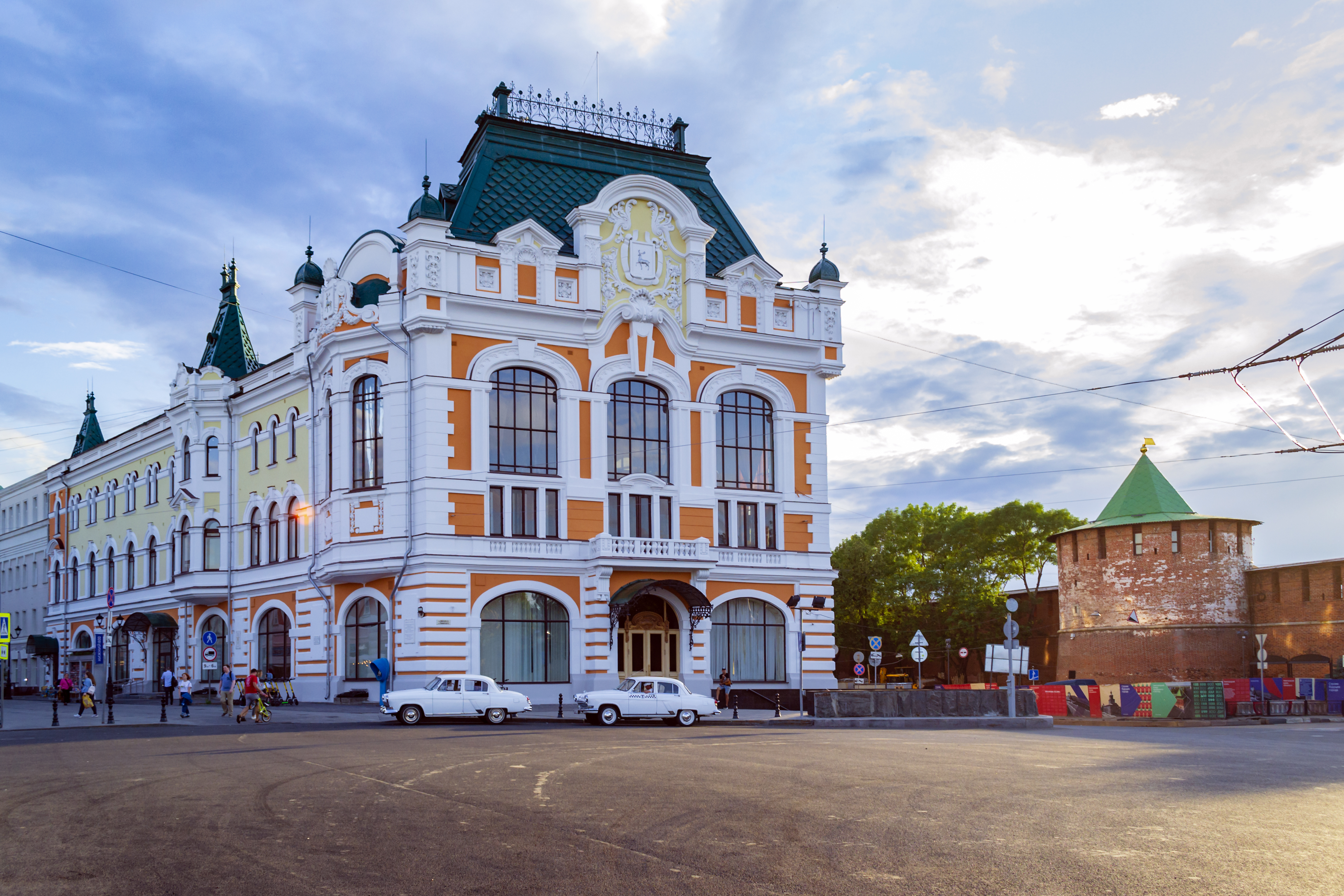
Здание городской думы, 2021 год

До постройки каменного дома Бугрова на месте современного Дома судебной коллегии (в советское время «Дворец труда») стоял деревянный дом промышленников Кордюковых. В 1851 году его купил удельный крестьянин, основатель бугровской фирмы П. Е. Бугров и в 1852—1854 годах построил трёхэтажный каменный доходный дом по проекту архитектора Н. И. Ужумедского-Грицевича.
По мнению основателя нижегородского краеведения Н. И. Храмцовского: 

…самое лучшее здание площади и даже всего города — есть дом Бугрова, выходящий также, кроме площади, на Покровку и Зеленскую террасу: он в три этажа, с двумя балконами, из которых один со стороны Покровки, другой со стороны площади, — под последним устроен подъезд. Оба балкона и подъезд украшены бронзовыми решётками. Архитектура этого дома чрезвычайно легка и грациозна, она напоминает манеру графа Растрелли.

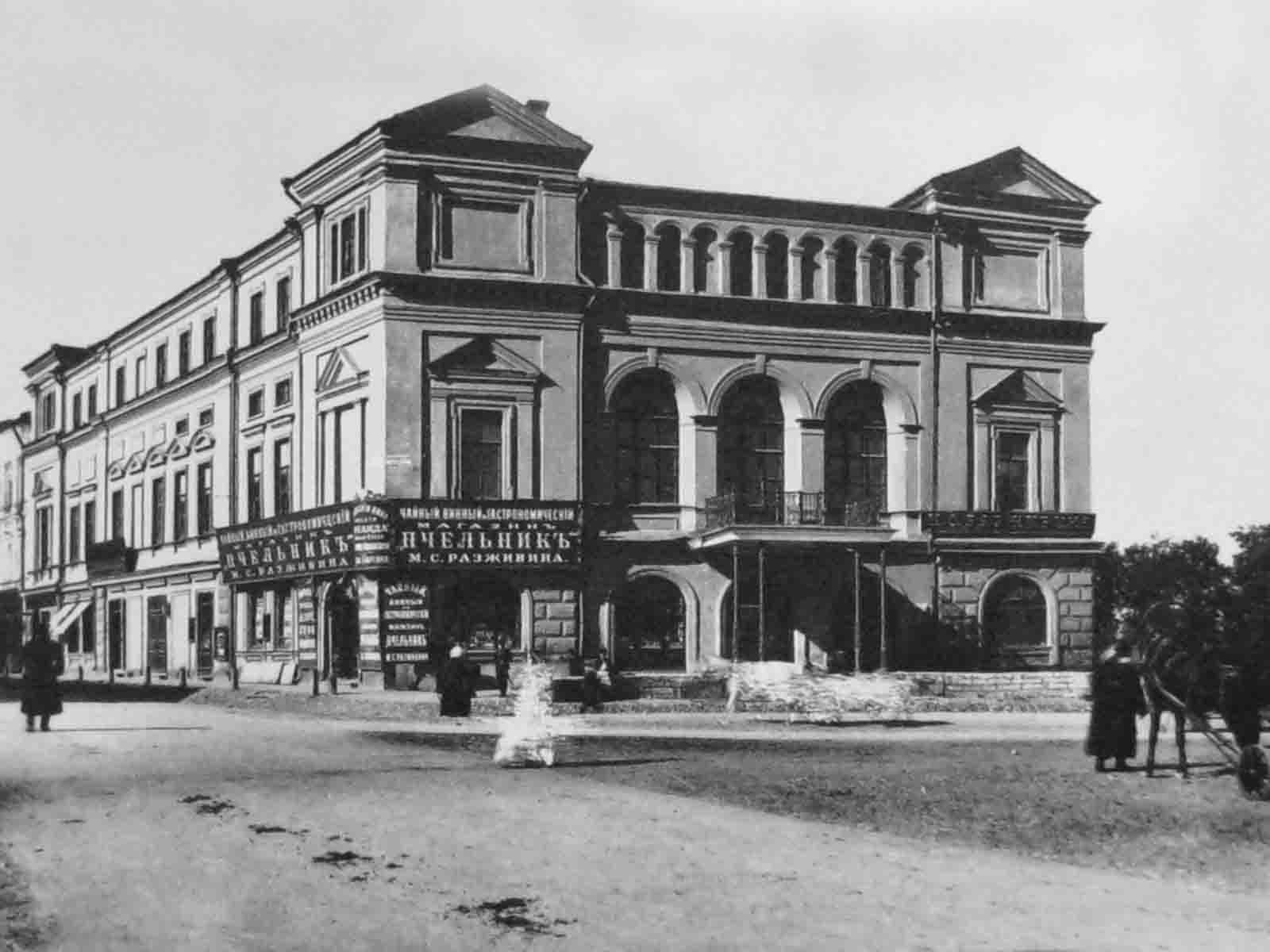
Дом Бугрова, нач. 1890-х, фото М. Дмитриева

Первый этаж занимали торговые лавки, а второй, — уступив просьбе любителя театра губернатора М. А. Урусова и вопреки старообрядческому благочестию, — Бугров сдал под городской театр, оставшийся без помещения после пожара в здании Театра Шаховского.
Дела театра шли плохо, антрепренёры менялись, аренда платилась неисправно, и сын Петра Бугрова — Александр — потребовал выселения театра. В 1862 году здание купил губернский предводитель дворян А. А. Турчанинов, но после его смерти в 1863 году в здании снова разместился театр. В 1894 году в преддверии Всероссийской промышленно-художественной выставки городская Дума собиралась отремонтировать здание театра, пострадавшее от нескольких пожаров. Но гласный Городской думы Николай Александрович Бугров, не желавший видеть театр в доме, построенном его дедом, предложил 200 тысяч рублей для постройки театра на Большой Покровской. Новый театр был построен, а старое здание было выкуплено Николаем Бугровым за 50 тысяч рублей и передано в дар Городской думе в знак благодарности нижегородского купечества городскому самоуправлению за развитие и благоустройство Нижнего, но с двумя условиями: во-первых, «чтобы в этом здании никогда больше не допускалось бы устройство какого-либо театра, а равно и торгового заведения по продаже спиртных напитков», во-вторых, «чтобы доходы от дома поступали в особый фонд для раздачи городской бедноте по усмотрению Городской управы». Дума намеревалась сдать первый этаж под магазины, а на втором этаже разместить городскую библиотеку, но в 1898 году во время ремонта от небрежного обращения с электричеством возник пожар, полностью уничтоживший здание.
К 1899 году архитектор В. П. Цейдлер разработал проект нового здания. В 1902 году здание было вчерне выстроено и покрыто железной кровлей. В 1903—1904 годах под надзором архитектора Н. М. Вешнякова велась отделка интерьеров, до сих пор остающихся наиболее ценными в художественном отношении. В интерьере зала заседаний использовались элементы декора царского павильона с Всероссийской выставки 1896 года. Фасады здания стилизованы под «Древнюю Русь», присутствуют элементы архитектуры модерна.
Свыше 70 % всех расходов по строительству нового особняка взял на себя Н. А. Бугров. В знак признательности дом стали именовать «благотворительным корпусом Н. А. Бугрова», и 18 апреля 1904 года, в день его 65-летия, Дума решила отметить дом мемориальной доской, но появилась она только в 1997 году, в год 160-летия Н. А. Бугрова.
В 1904 году в новом помещении разместилась Городская дума. В зале заседаний с 1908 по 1972 год находилась известная картина К. Е. Маковского «Воззвание Минина». Во время февральского переворота дом занимал Временный Совет рабочих депутатов, с конца 1917 по сентябрь 1918 года — Нижегородская советская городская управа, затем — Нижегородский Совет рабочих и красноармейских депутатов. С конца 1919 года и поныне дом принадлежит профсоюзным органам: губернскому, краевому, а потом областному Совету профсоюзов, благодаря чему дом получил имя «Дворец Труда».
С середин 2000-х годов здание занимает областной суд и носит название «Дом судебной коллегии».
Здание является памятником архитектуры федерального значения.

### Выставочный комплекс

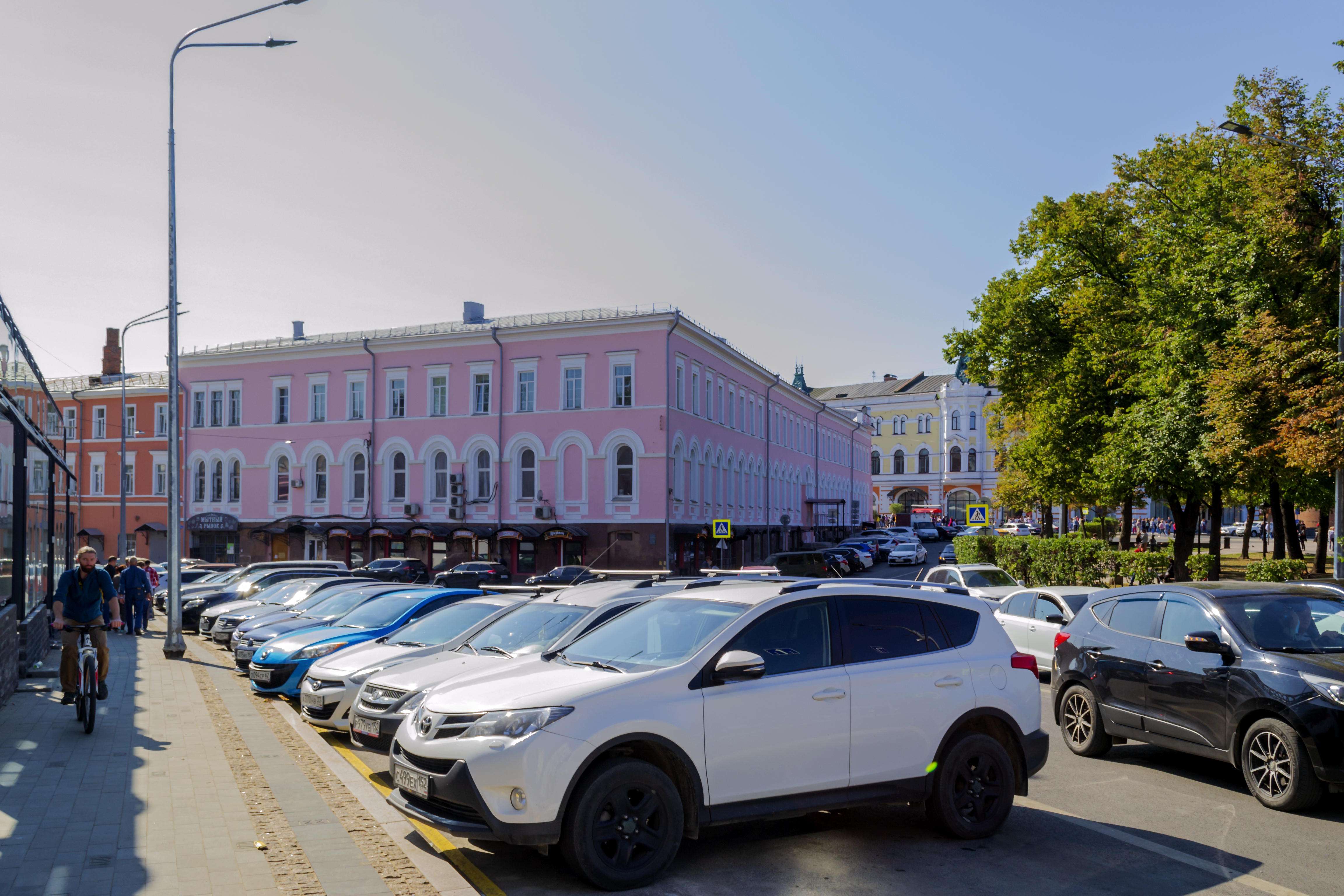
Нижегородский государственный выставочный комплекс

После неоднократных требований наместнического правления о застройке каменными строениями южной стороны площади купец Иван Кокорев, которому принадлежала эта земля, возвёл два одноэтажных доходных дома. В них он разместил гостиницы, а в подклетах шорные и тележные мастерские, обслуживавшие нужды почтовой конторы и проезжающих.
Согласно новым генеральным планам города, разработанным в начале XIX века (в 1802, 1804, 1819 и 1824 годах) границы площади несколько изменились, и дома, расположенные не по намеченным красным линиям, запрещалось ремонтировать, чтобы по обветшанию снести. Между Покровской и Алексеевской улицами было запланировано построить новый корпус общественных лавок вместо снесённых деревянных, располагавшихся с двух сторон Дмитровской башни вдоль крепостных стен.
Фасады здания разработал И. Е. Ефимов, сметы разработал А. Л. Леер, внесший в проект ряд уточнений. В 1836 году проект был высочайше утверждён, здание было возведено в 1841 году, ещё три года ушло на отделку. В 1850-х годах краевед Н. И. Храмцовский писал:
«Общественный дом расположен на площади и по Алексеевской улице в три этажа, а по Покровской — в два: первый и второй этажи его заняты лавками, а в верхнем устроены жилые комнаты; второй этаж обведён галереей с арками; в жилых комнатах помещаются: палата Гражданского суда, Строительная комиссия, суды Уездный и Земский, и Ремесленная управа. В лавках со стороны Покровской улицы торгуют чаем, сахаром, бакалейным и шорным товаром, фарфоровой посудой, со стороны Алексеевской — отчасти хлебным товаром и тем же, чем со стороны Покровки. Со стороны же площади лавки почти все заняты складкой товаров».
После постройки в 1904 году нового здания Городской думы (Дом труда), на место освобождённое Городской управой по Покровской улице, переместилась публичная библиотека. В 1904−1905 годах по проекту архитектора Д. А. Вернера главный вход в неё оформили в виде портика с аттиком, двумя пилястрами и небольшими бронзовыми бюстами Л. Н. Толстого, А. С. Пушкина и Ф. М. Достоевского в круглых нишах наверху.
В 1974 году первый этаж здания вдоль площади был оборудован под выставочный зал.

### Фонтан

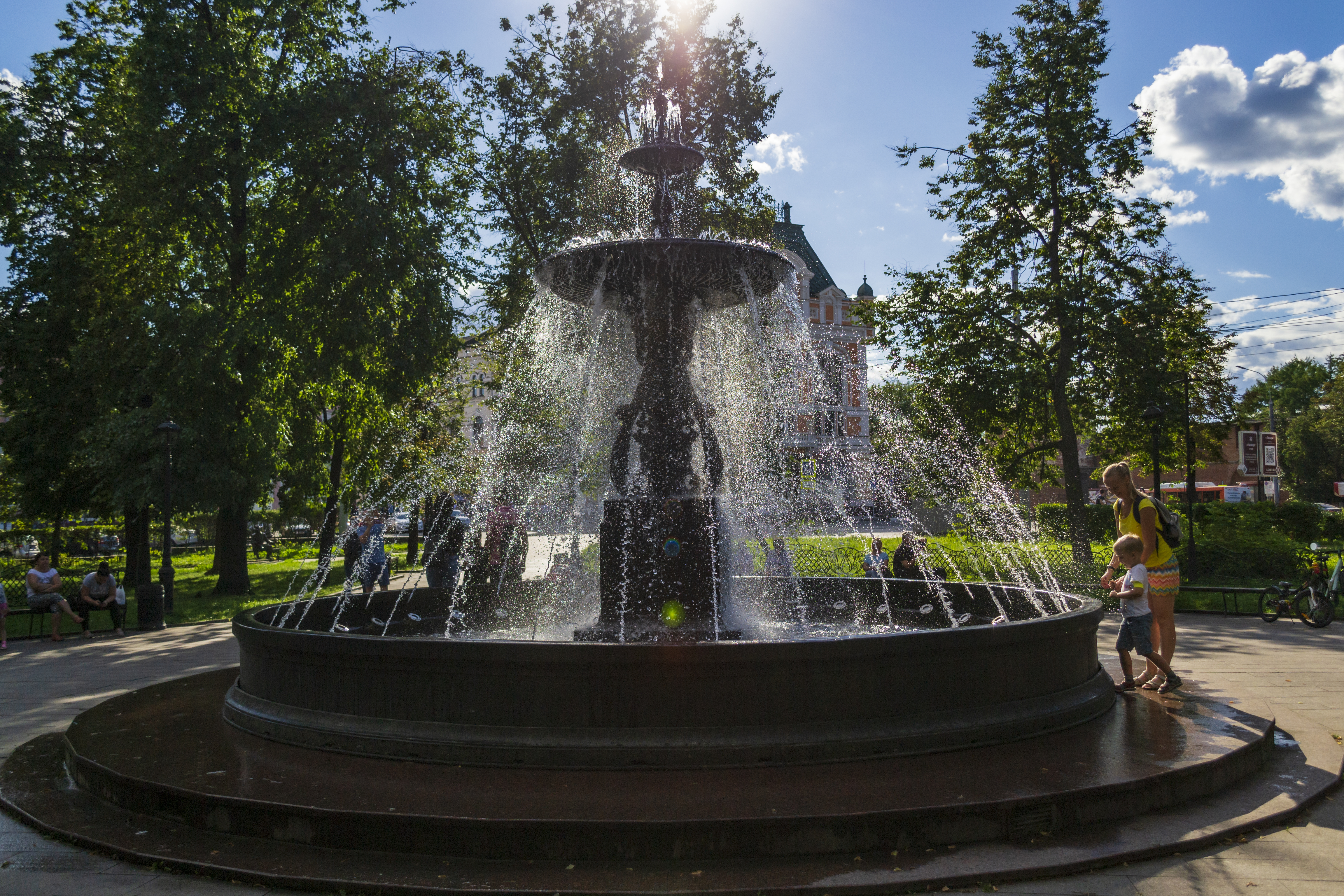
Фонтан на площади

Фонтан на площади начал функционировать 1 октября 1847 года в качестве источника воды.
Недостаток воды всегда был проблемой жителей верхнего посада. В зимнее время воду брали из прудов (Сарки, Чёрного, Мироносицкого, Покровских) и речек (Почайны, Чёрной, Ковалихи), но летом водоёмы мелели, заиливались и загрязнялись стоками выгребных ям и отбросами. 5 января 1846 года «Нижегородские губернские ведомости» писали: 

«… Каких усилий, каких издержек стоит доставление речной воды в жилища при такой невыгодной в этом отношении местности! Особенно чувствуют эту невыгоду те, которые по недостаточности своих средств не имеют лошадей и принуждены или посылать своих людей, или же сами ходить с вёдрами на Волгу. <…> А пожары — как часто мы бываем свидетелями, что, несмотря на всевозможные для человека усилия полиции, пожар распространяется по причине недостатка воды. Перебирая летописи Нижнего Новгорода, мы замечаем, что с половины четырнадцатого столетия он до двадцати раз подвергался страшным несчастиям от огня; нередко сгорала целая половина города, иногда и более — и всегда главнейшей причиной этого был недостаток воды».
 По этой же причине был отвергнут проект расположения в верхней части города переносимой в Нижний Макарьевской ярмарки.
Все попытки организовать централизованное водоснабжение расстраивались, пока за это дело не взялся в 1844 году генерал-губернатор князь М. А. Урусов. Проект был разработан инженером-гидротехником А. И. Дельвигом. Уникальное для России оборудование было изготовлено на Выксунском заводе Шепелевых. Подряд на работы получил купец В. К. Мичурин. Закладка водопроводного здания и фонтана состоялась 1 июля 1846 года.
Вода 18 родников, выведенных на поверхность, собиралась по деревянным трубам в кирпичный бассейн у соединения Казанского и Георгиевского съездов, где находилась водоподъёмная станция с двумя паровыми машинами. По четырём чугунным трубам вода поднималась к Мартыновской больнице, и шла к первому водоразборному резервуару у пересечения улиц Жуковской (Минина) и Мартыновской (Семашко). Далее водовод шёл по Жуковской улице к фонтану на Благовещенской площади, служившему основным местом водоразбора. Водопровод обеспечивал подачу 40000 вёдер воды в сутки.
Фонтан располагался на север от Благовещенского собора, в районе современной остановки транспорта между бывшим кафе «Олень» и кремлёвской стеной. В 1930 году после сноса Благовещенского и Алексеевского храмов фонтан был перенесён на современное место. Судя по фотографиям XIX — начала XX века, фонтан менял своё местоположение и раньше.
Фонтан дважды реставрировался. В 1990-х годах была построена подземная часть и насосные станции, отвечающие современным требованиям. В 2007 году фонтан оборудован подсветкой, работающей с 8 часов вечера до часу ночи.

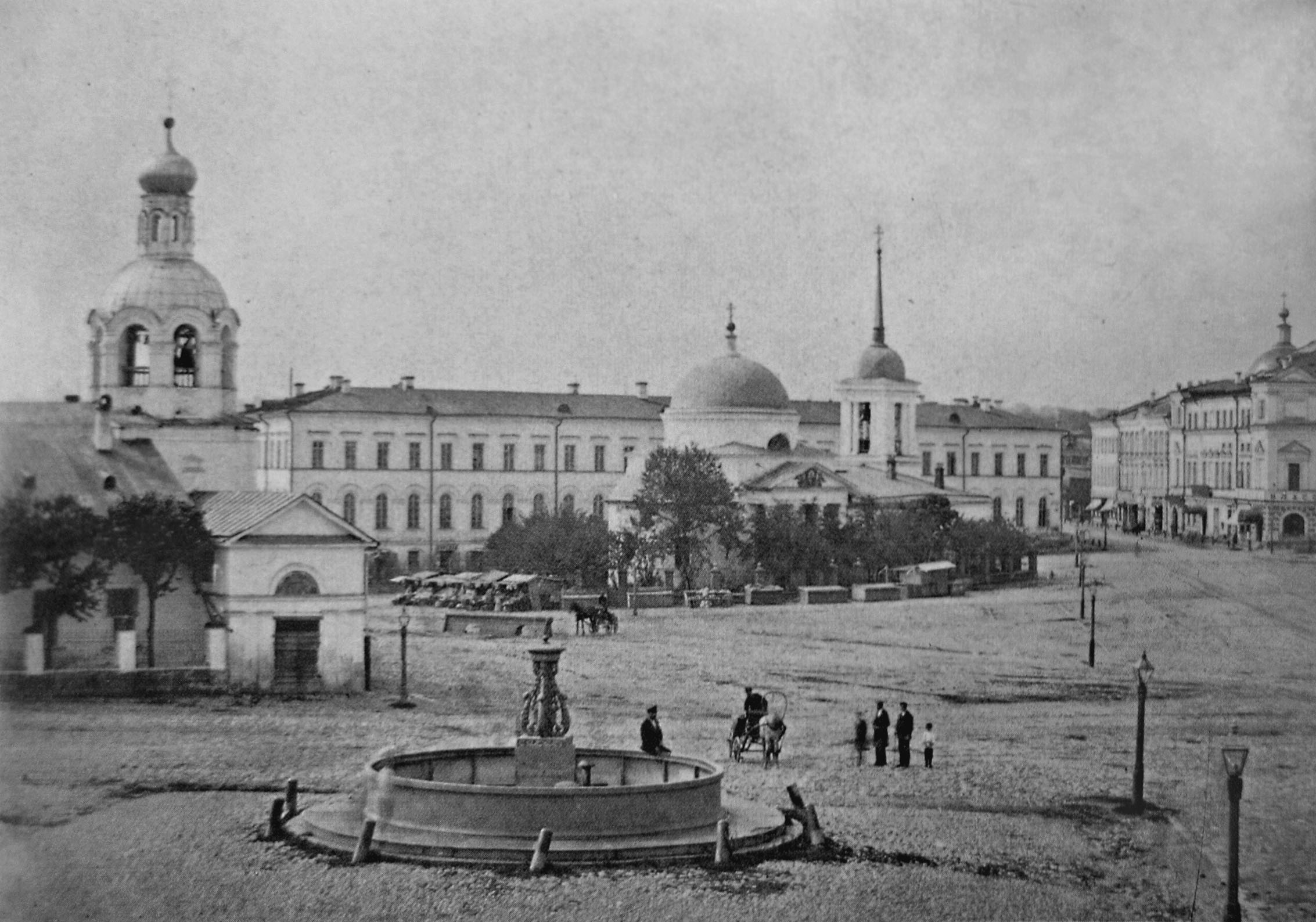
Первый фонтан на Благовещенской площади. Фото А. O. Карелина
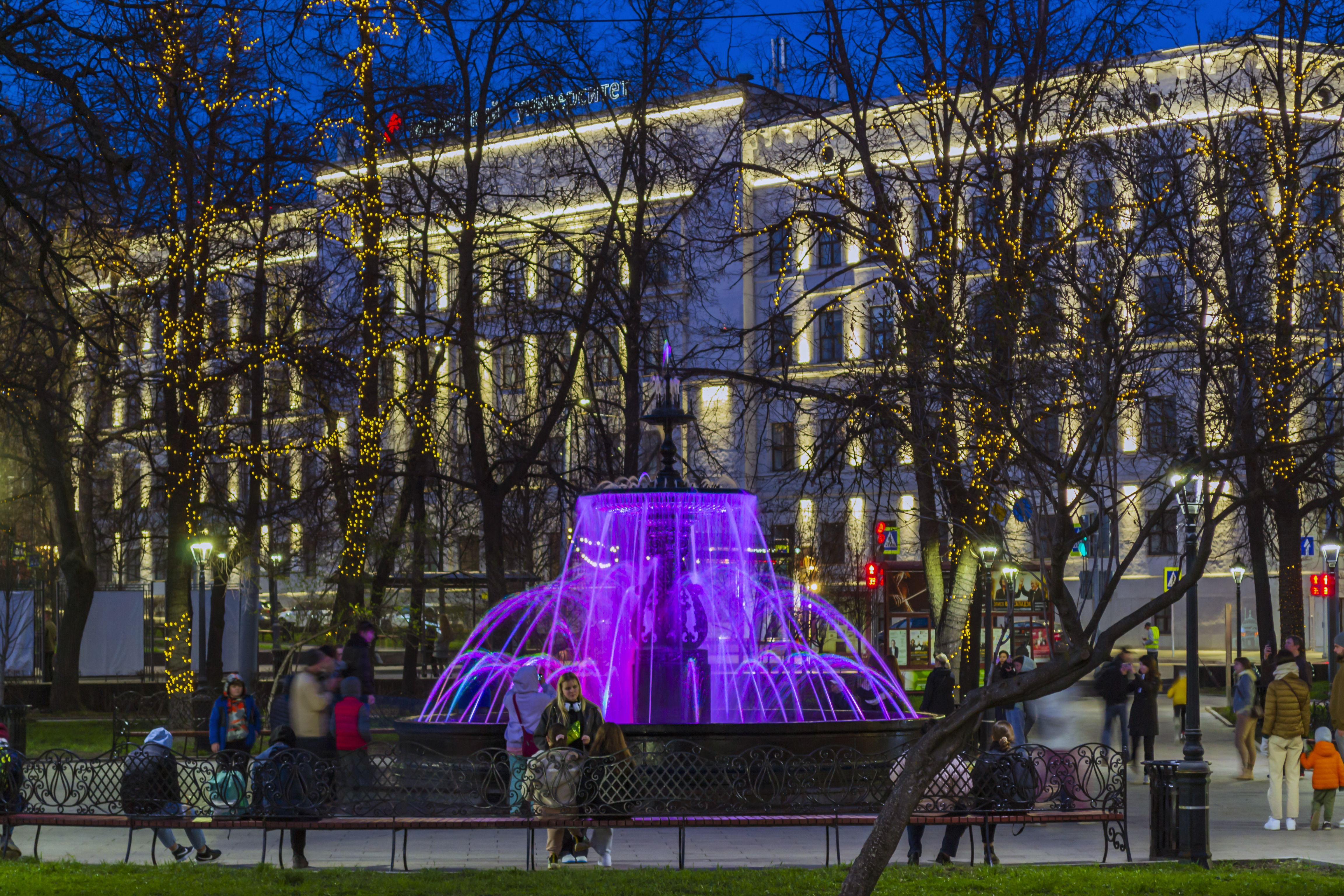
Фонтан с ночной подсветкой
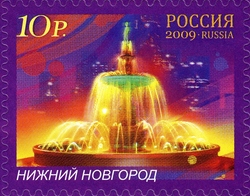
Фонтан на марке России 2009 г.

### Музей А. С. Пушкина
В память о пребывании А. С. Пушкина в Нижнем Новгороде в здании гимназии № 1, бывшей гостинице, где останавливался поэт, в 1999 году открыт музей. В экспозиции музея представлены документы, рассказывающие о пребывании поэта в городе, можно узнать о его творческих планах и о Нижнем Новгороде того периода.
Нижний Новгород А. С. Пушкин посетил всего один раз проездом в Оренбург, собирая материалы о восстании Пугачёва. Было это 2 и 3 сентября 1833 года. Александр Сергеевич останавливался в «Номерах Деулина». Долгое время считали, что здание не сохранилось, так как гостиница меняла названия, а в 1954 году здание было надстроено двумя этажами. В январе 1887 года в газете «Нижегородский биржевой листок» в статье «Памяти Александра Сергеевича Пушкина» Н. А. Граве писал: «Пушкин квартировал в номерах Деулина на Благовещенской площади. Это ныне дом Стогова, номера Грачева». Лишь в 1987 году по фотографии Максима Дмитриева краеведу Альбертине Васильевне Кессель удалось установить это место. В мае 1991 года на здании была установлена мемориальная доска.
Музей открыт по инициативе Горьковского отделения Всероссийского пушкинского общества. До декабря 2007 года он был филиалом музея Н. А. Добролюбова, сейчас принято решение о передаче его в качестве филиала, Болдинскому музею-заповеднику.

## Утраченные памятники и здания

### Благовещенский собор

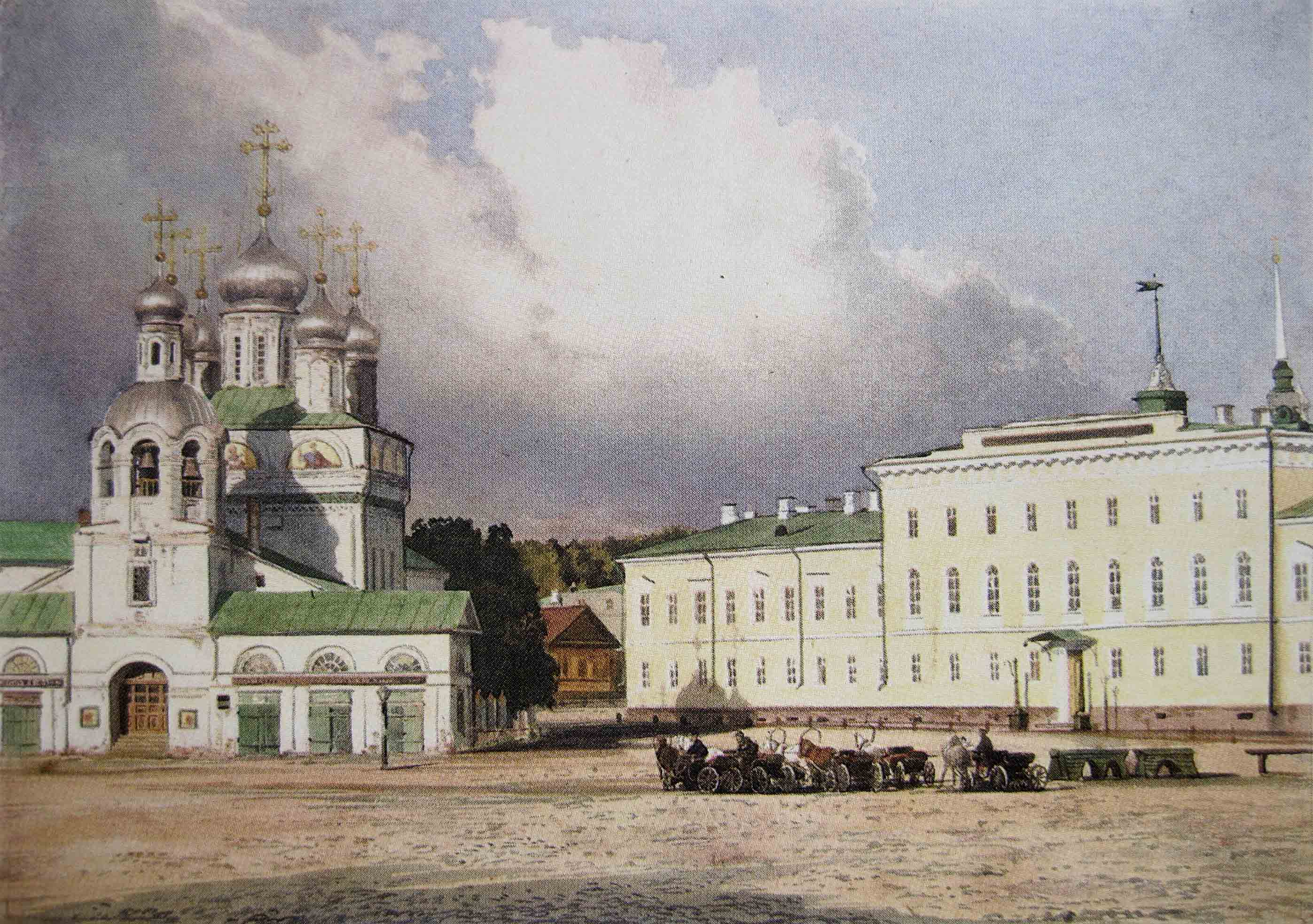
Благовещенский собор и губернская гимназия. Акварель по фотоотпечатку. А. О. Карелин, И. И. Шишкин. 1870 год

В 1378 году на месте современного памятника Минину перед Дмитровской башней по велению великого князя Дмитрия Константиновича была построена церковь во имя его ангела, святого великомученика Димитрия Солунского. Церковь многократно страдала во время набегов неприятеля и от пожаров, но всегда восстанавливалась. Церковь была не богатая: сотная грамота Нижнего Новгорода 1621 года насчитывала в ней всего пять икон. К концу XVII века она была близка к разрушению.
В приходе Димитровской церкви родился в 1659 году будущий митрополит Казанский и Свияжский Тихон (Воинов), возле церкви были похоронены его родители, умершие в 1660 году от морового поветрия. Став архимандритом, Тихон осуществил свою мечту построить новую церковь на могиле родителей. 8 октября 1697 года, будучи уже в сане митрополита Сарского и Подонского, он освятил новую каменную церковь и дал ей название Благовещенского собора в память Нижегородского Благовещенского монастыря, где он в юности принял монашество. Главный престол был во имя Благовещения Пресвятой Богородицы, предельные — Димитрия Солунского (южный) и трех вселенских святителей (северный). Митрополит до самой смерти помогал собору: в 1723 году собор владел четырьмя лавками, амбаром и пятью пожнями за Волгой, полученными от него, не считая колокола в 100 пудов и прочей церковной утвари. Благодаря этому собор приобрёл значительность, стал называться Благовещенским сороком и имел в заведовании 8 церквей. Со временем собор лишился земель и угодий и утратил былое величие.
Храм был пятиглавый, покрытый зелёной черепицей, с фресками на фасаде и бархатно-изумрудной изразцовой каймой. Одновременно с храмом была построена колокольня. Приделы были разобраны в ходе градостроительных преобразований. В 1866 году износившуюся на крыше и главах церкви черепицу заменили белым листовым железом, позакомарная кровля была заменена на четырёхскатную.
В 1928 году пленум Нижегородского городского совета постановил снести обе церкви на главной площади города. После долгих разбирательств и споров между Главнаукой и городскими властями 8 апреля 1930 года было принято решение о сносе.

### Почтовая контора

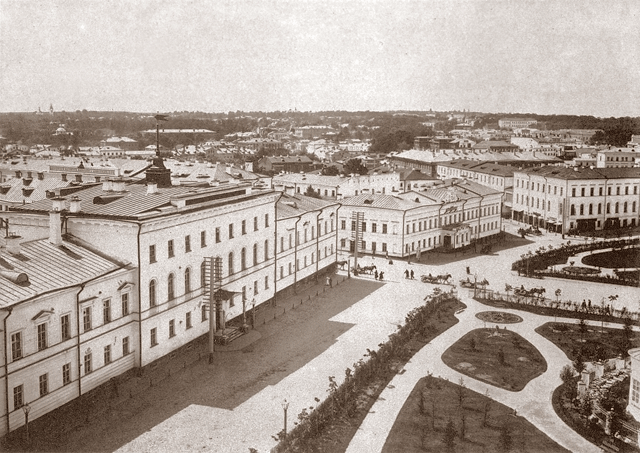
Нижегородская мужская гимназия и губернская почтовая контора,
1890-е годы, фото Максима Дмитриева

На месте, занимаемом сейчас торговым центром «Алексеевские ряды», в 1787 году был построен комплекс зданий для Почтовой конторы, до этого размещавшейся в Ямской слободе в Започаинье. Каменный двухэтажный дом с двумя одноэтажными флигелями, конюшнями и службами был возведён по образцовому проекту, присланному из главной Московской почтовой конторы и доработанному губернским архитектором Я. А. Ананьиным. Второй этаж занимала квартира почтмейстера, на первом были комнаты для ожидания и отдыха пассажиров и конторка привратника. По сторонам главного здания располагались флигеля в три окна для почтальонов (справа) и ямщиков (слева), а в глубине двора каменные конюшни на 20 лошадей и сарай с сеновалом. Вся территория почтовой конторы была обнесена деревянным забором на каменных столбах с двумя воротами между главным зданием и флигелями.
В связи с более чем десятикратным увеличением населения в периоды работы Макарьевской ярмарки, перенесённой в Нижний в 1817 году, потребовалось расширение здания. В 1835 году реконструкция по проекту вольнопрактиковавшего архитектора А. Л. Леера была завершена, одновременно была создана Нижегородская казённая конная почтовая станция по улице Варварской с 17 ямщиками и 30 лошадьми.
В 1858 году из Почтово-телеграфной конторы № 1 Нижнего Новгорода в Москву было отправлено первое телеграфное сообщение.
В 1926 году Почтово-телеграфная контора переехала в здание Блиновского пассажа на улице Рождественской, а с 1937 года расположилась в Доме связи на площади Горького. Старое здание было снесено.

### Церковь Святого Алексия Митрополита

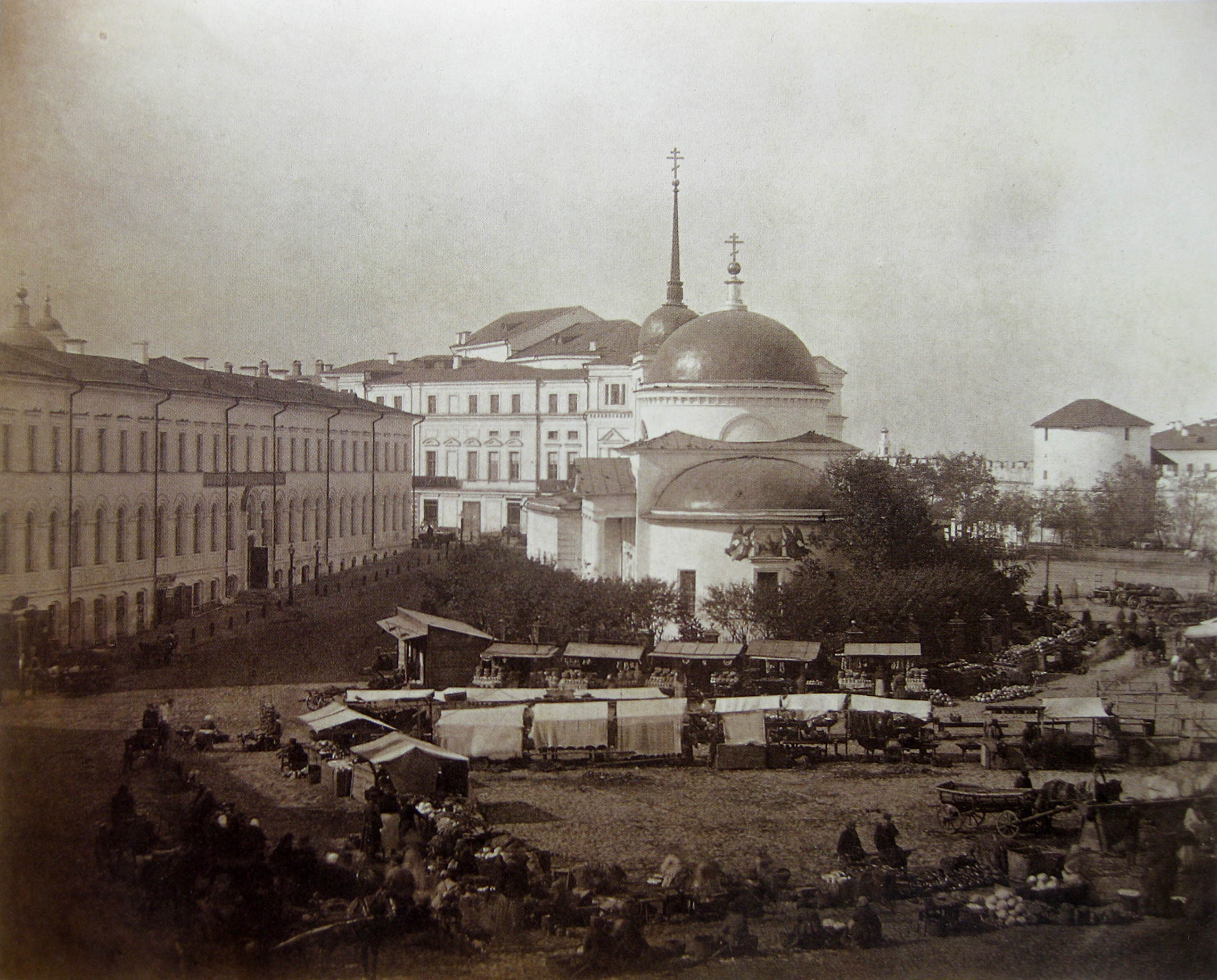
Церковь Алексия Митрополита. Фото А. О. Карелина

Напротив здания современного Выставочного зала до 1930 года стояла церковь святителя Алексия, Московского митрополита, давшая название Алексеевской улице. Митрополит Алексий был видным церковно-политическим деятелем Древней Руси (XIV век), воспитателем и наставником Дмитрия Донского и неоднократно бывал в Нижнем Новгороде. В приходе церкви родился Н. И. Лобачевский. В синодик церкви был вписан род первого нижегородского губернатора Юрия Алексеевича Ржевского, — отца прабабушки А. С. Пушкина по материнской линии Сарры Юрьевны Ржевской-Пушкиной, — который участвовал в строительстве храма, «подарив иконостас, царские врата, серебряные евангелисты и две иконы».
Церковь была построена в 1641 году в память избавления города от моровой язвы «по общему обещанию всех нижегородских градских и купеческих людей». После пожара на средства прихожан, причта прежней церкви и средства города в 1717—1723 годах было выстроено каменное здание, перестроенное в 1823—1825 годах по проекту губернского архитектора академика И. Е. Ефимова в итальянском стиле: один не очень высокий купол, украшенные колоннами фасады, невысокая колокольня со шпилем.
Главный престол храма был освящён в честь Феодоровской Божией Матери, а при перестройке — в честь Рождества Пресвятой Богородицы, придельные — во имя святого Алексия митрополита Московского и во имя святого благоверного князя Александра Невского.
Церковь была снесена в апреле 1930 года.

### Памятник Александру II

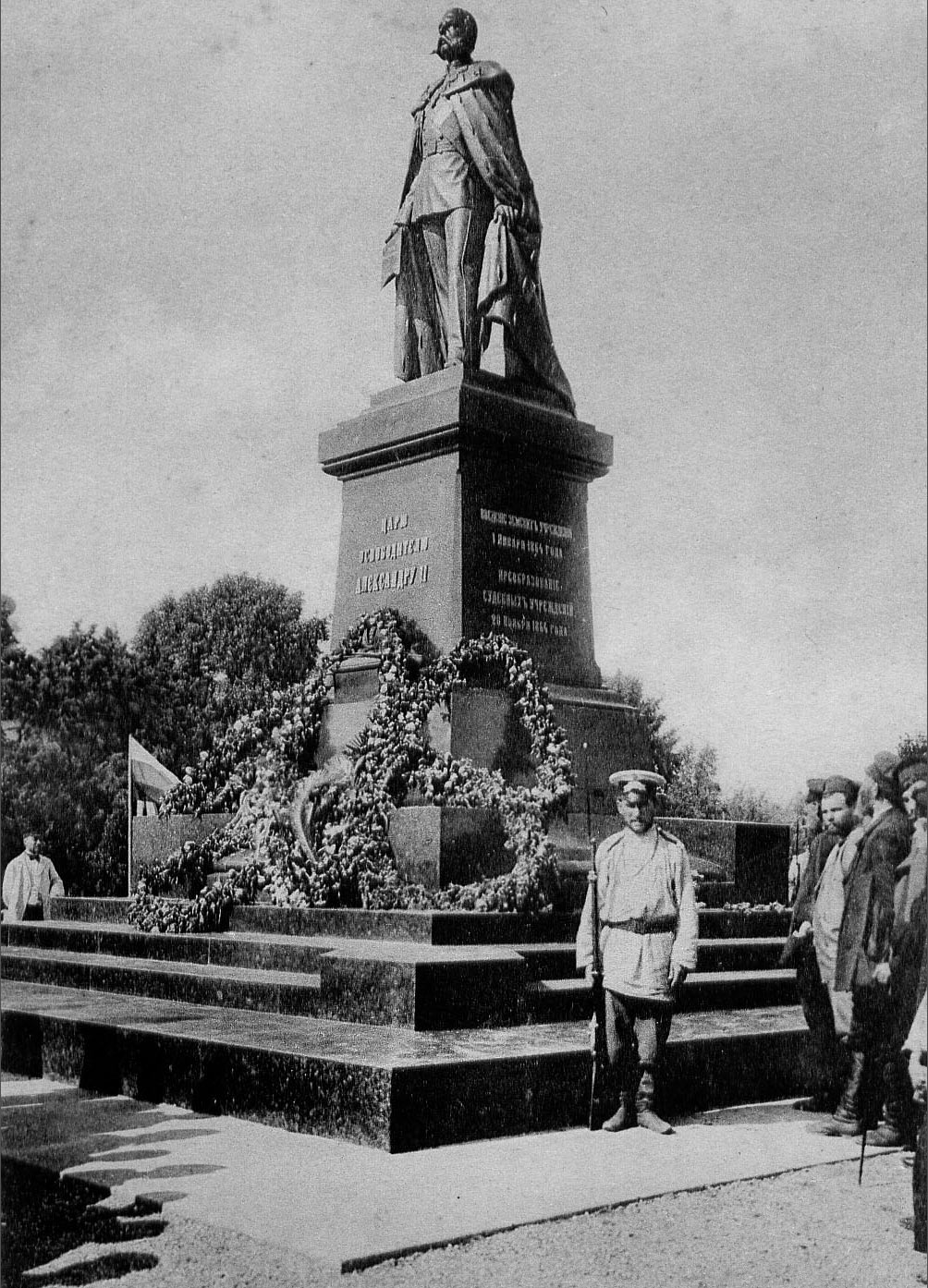
Памятник Александру II, уничтоженный после Октябрьской революции, (1911 год)

В 1895 году в ознаменование 25-летнего юбилея Городового положения 1870 года Нижегородская городская дума решила «поставить на одной из лучших площадей города памятник императору Александру II на городские средства, допустив к сему и добровольные пожертвования местных граждан». К 1900 году скульптором А. В. Курпатовым был выполнен проект памятника, и Городская дума открыла подписку для добровольных пожертвований. 5 июля 1901 года Городская дума приняла окончательный проект памятника. Несколько лет ушло на сбор средств в размере около 30 тыс. рублей и подготовительные работы: было возведено бетонное основание — круглая прогулочная площадка, возвышавшаяся над землёй на 1,5 — 2 метра, сооружён гранитный пьедестал, на заводе Моран в Санкт-Петербурге Курпатовым была отлита бронзовая скульптура императора. Добровольные пожертвования горожан составили 2892 руб. 31 коп., местных сословных учреждений (губернское и уездное земства, дворянское собрание) — 4750 руб.; свободные остатки городских смет — 23 198 руб. 96 коп.
Открыть памятник царю-освободителю к 35-летию Городового положения помешали события 1905 года. Открытие монумента состоялось 16 июня 1906 года, в 36-ю годовщину Городового положения. Скульптура изображает Императора Александра II во весь рост с непокрытой головой и в горностаевой мантии, ниспадавшей с плеч до пят. С лицевой стороны памятника надпись: «Царю освободителю Александру II».
После Октябрьской революции фигуру царя на пьедестале заменили на дощатую трибуну, а в годы НЭПа её место занял уличный фонарь. В начале 1930-х годов вместе с церквями сломали и пьедестал, и бетонную площадку, облицованную гранитом.
По мнению краеведа Светланы Высоцкой, пьедестал был превращён в памятник погибшим от ран в госпиталях во время Великой Отечественной войны, что находится на кладбище в Марьиной Роще.

## Учебные заведения
Около половины зданий выходящих на площадь связаны с образованием. Здесь находятся:
- Нижегородский государственный педагогический университет (2 здания),
- Нижегородский государственный университет: институт международных отношений и мировой истории,
- Приволжский исследовательский медицинский университет,
- Гимназия № 1,
- Хоровой колледж им. Л. К. Сивухина.

### Педагогический университет
На площадь выходят два корпуса Педагогического университета: бывшая Губернская гимназия — напротив Дмитровской башни, и бывшая Духовная семинария — напротив Пороховой башни.

#### Семинария

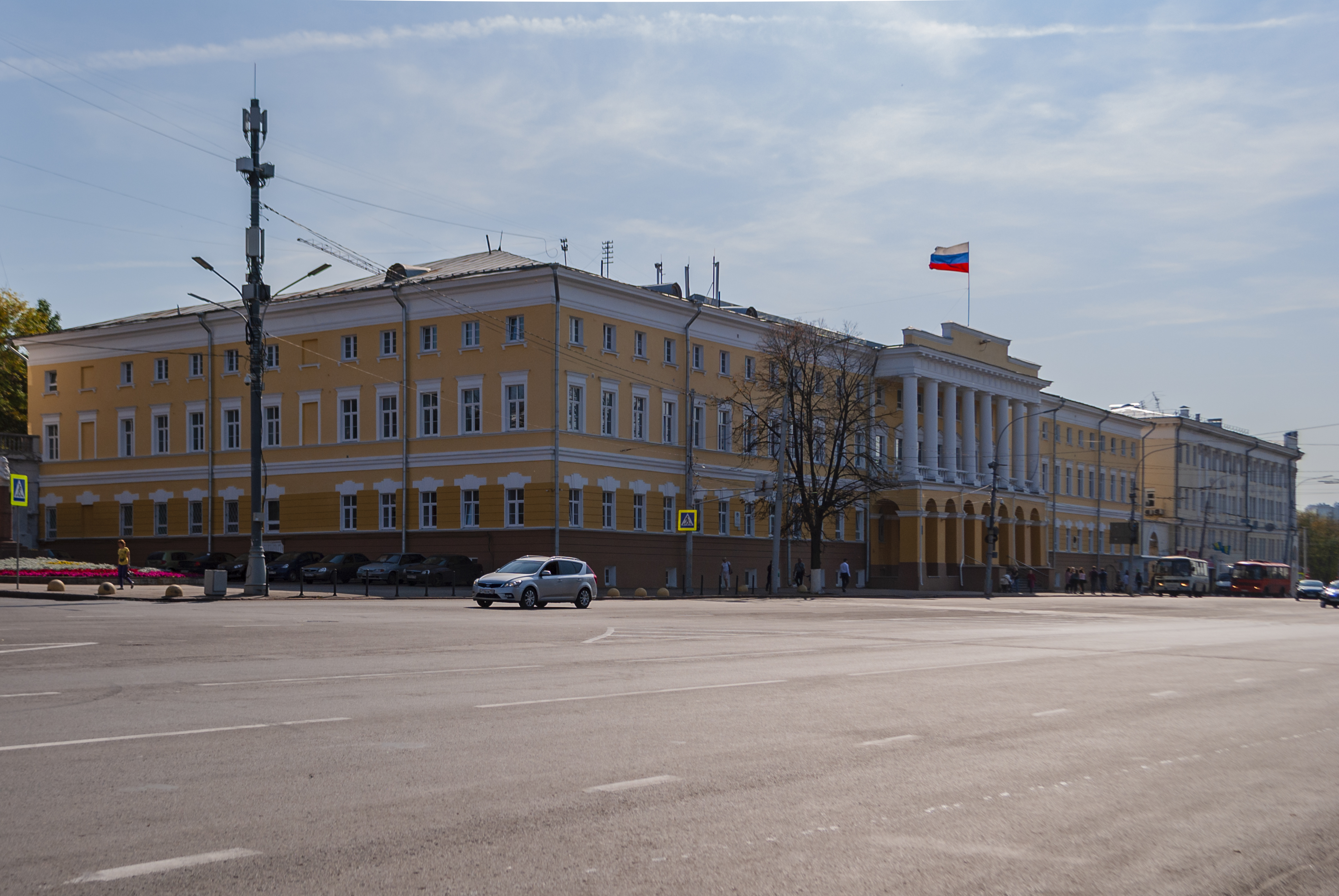
II корпус Педагогического университета, 2019 год

Здание второго корпуса Педагогического университета было построено к 1831 году для Нижегородской духовной семинарии. Нижегородская семинария была одной из трёх учреждённых Петром I в 1721 году. Основанная стараниями Архиепископа Нижегородского и Алатырского Питирима, она первоначально располагалась в архиерейском доме в Кремле у Спасо-Преображенского кафедрального собора. В 1743 году Епископ Дмитрий (Сеченов) купил для семинарии на свои средства у купеческой вдовы Настасьи Ивановны Пушниковой «каменное строение» недалеко от Георгиевской церкви. Со временем здания обветшали, а при пожаре 1823 года выгорели, и уже в 1828 году занятия проходили в современном здании, построенном по проекту архитектора А. Л. Леера. Здание является памятником архитектуры федерального значения.
Семинария была престижным учебным заведением, там преподавали лучшие педагоги, студенты получали высокую стипендию. При семинарии была богатая фундаментальная библиотека с полным каталогом, основанная епископом Дамаскиным (Рудневым) в конце XVIII века, физический кабинет с фонарём Кулибина, минералогический и нумизматический кабинеты, проводились научные исследования. В XIX веке основано церковное древлехранилище, в котором находились редкие экземпляры различных рукописей, старопечатных книг и различных актов монастырей, самые ранние из которых датировались началом XVI столетия, в том числе собственноручное поучение Святителя Димитрия Ростовского.
В семинарии учились многие выдающиеся личности: критик Н. А. Добролюбов, лицейский наставник А. С. Пушкина профессор В. М. Архангельский, богослов Я. А. Богородский, педагог В. П. Вахтеров, клиницист Н. А. Виноградов, литературовед В. А. Десницкий, историк Русской церкви П. В. Знаменский, врач В. Н. Золотницкий, богослов А. Л. Катанский, фармаколог А. А. Соколовский и многие другие. В семье профессора В. Н. Лаврского, жившего при семинарии, родилась будущий этнограф и лингвист А. В. Потанина. Среди видных церковных деятелей, окончивших семинарию — Патриарх Московский и всея Руси Сергий (Страгородский), архиепископ Херсонский Иустин (Охотин), архиепископ Донской Иоанн (Доброзраков), епископ Томский Порфирий (Соколовский), епископ Оренбургский Антоний (Радонежский), епископ Курский Михаил (Лузин), епископ Григорий (Полетаев), управляющий Донским монастырем в Москве, епископ Вологодский Алексий (Соболев), епископ Красноярский Евфимий (Счастнев), епископ Горийский Вениамин (Барнаухов).
После революции 1917 года в здании размещался Нижегородский университет, затем Сельскохозяйственный институт, потом Заочный юридический институт. В настоящее время это II корпус Педагогического университета (естественно-географический и психолого-педагогический факультеты). В свою очередь, духовная семинария, возрождённая в 1990-е годы, разместилась в одном из зданий Благовещенского монастыря.

#### Гимназия

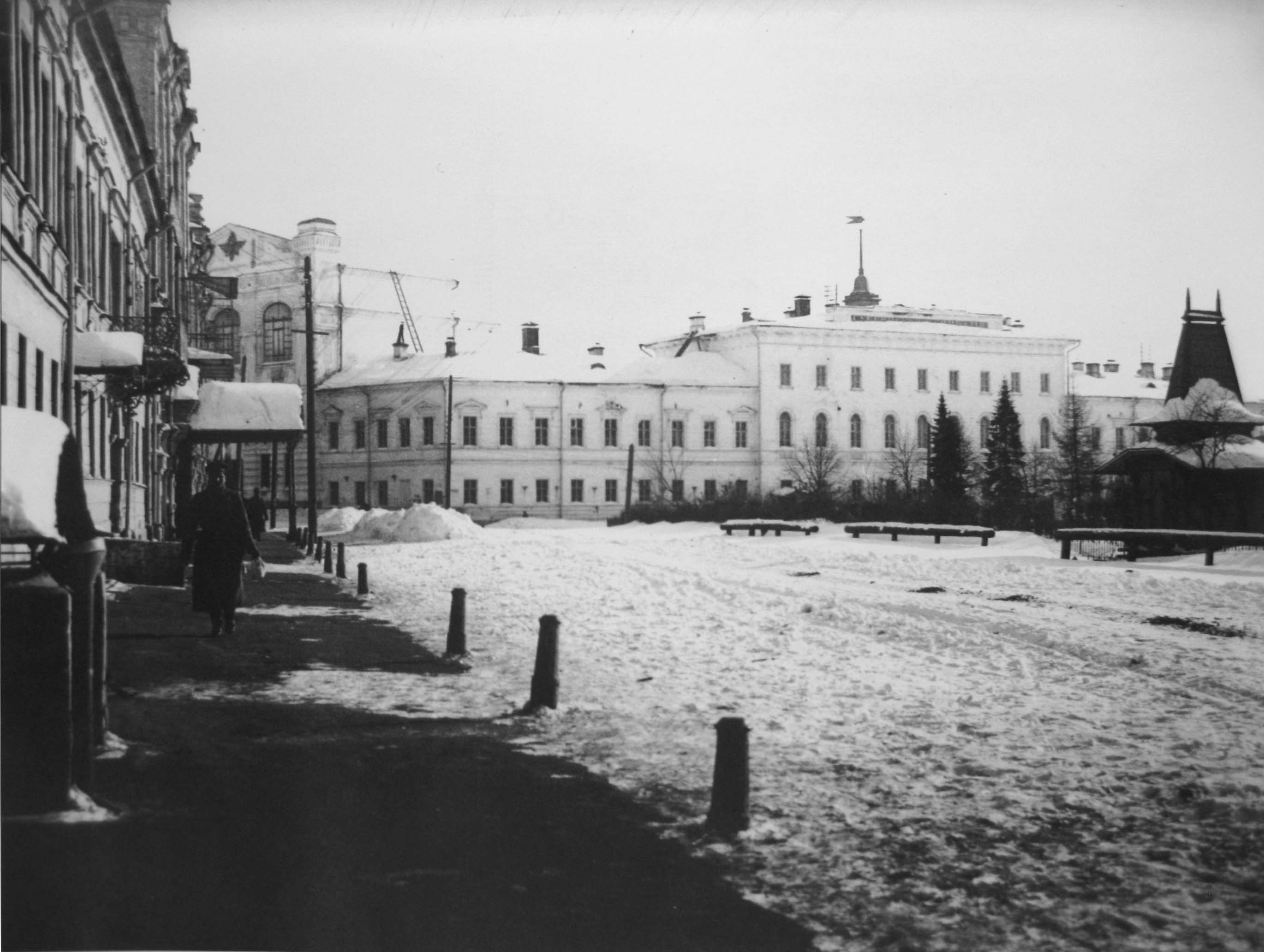
Губернская гимназия, 1900-e годы, фото В. А. Зевеке

Серое здание бывшей гимназии представляет собой перестроенную усадьбу вице-губернатора В. П. Елагина, купленную городом после возвращения Елагиных в Санкт-Петербург. После ремонта, в 1801 году двухэтажный флигель на углу Тихоновской (Ульянова) улицы заняло Главное народное училище, трехэтажный дом в центре занимал Приказ общественного призрения, а во флигеле на Варварской был трактир. В 1808 году все три здания были переданы Губернской мужской гимназии, образованной из народного училища. В центральном здании расположились классы и актовый зал, во флигелях — общежития гимназистов и квартиры учителей. После ревизии гимназии, проведённой Н. И. Лобачевским в 1835 году, министр народного просвещения потребовал от властей соединить три здания в одно, что и было выполнено к 1840 году по проекту архитектора А. Л. Леера. В 1904 году по Тихоновской улице был пристроен трёхэтажный корпус по проекту гражданского инженера Е. А. Татаринова — в стиле раннего декоративного модерна.
Несколько лет в гимназии преподавал и жил с семьёй отец В. И. Ленина И. Н. Ульянов, о чём напоминает мемориальная доска. Среди известных выпускников гимназии классик белорусской литературы М. А. Богданович, писатели П. Д. Боборыкин и П. И. Мельников-Печерский, поэт Б. А. Садовской, философы В. В. Розанов и С. Л. Франк, общественный деятель и публицист А. С. Гациский, математик А. М. Ляпунов и его брат музыкант С. М. Ляпунов, китаевед академик В. П. Васильев, историки профессор С. В. Ешевский и академик К. Н. Бестужев-Рюмин, композитор и музыкальный общественный деятель М. А. Балакирев, изобретатель автоматической типографской наборной машины П. П. Княгинский, химик-органик академик А. Е. Фаворский, революционер Я. М. Свердлов.
В 1889 году в физическом кабинете гимназии, созданном ещё И. Н. Ульяновым, обосновался «Нижегородский кружок любителей физики и астрономии».
В 1918 году гимназия была ликвидирована. Здание заняли Курсы всеобуча красных командиров и, с 1919 года, — Опытно-показательная школа при Институте народного образования. В 1921 году всё здание было передано Институту народного образования, преобразованному в Педагогический институт (с 1993 года — университет).
В 1927 году в «новом корпусе» открылась астрономическая обсерватория. В первой половине 1930-х годов здание приобрело современный вид, когда был надстроен «старый корпус».

### Приволжский исследовательский медицинский университет
К 1916 году на углу Семинарской площади и Верхне-Волжской набережной было построено здание конторы пароходного общества «Волга», ставшее одной из наиболее крупных в городе построек в стиле неоклассицизма. Председатель общества Д. В. Сироткин заказал проект архитекторам братьям Весниным. Здание отличалось передовым по тем временам художественно-конструктивным решением и имело высочайшую прочность.
С 1930 года в здании разместился Медицинский институт. Сейчас это первый корпус Нижегородского исследовательского медицинского университета, а ранее Медицинская академия, где располагаются лечебный, педиатрический, стоматологический, фармацевтический, факультет повышения квалификации и терапевтический факультет.
С 1930 по 1943 год в институте преподавал ученый-физиолог П. К. Анохин, будущий академик, в память о котором на здании установлена мемориальная доска с барельефом (автор — скульптор Л. Ф. Кулакова). В числе первых выпускников был будущий ректор института, академик, Почетный гражданин Нижнего Новгорода, организатора Республиканского онкологического центра Н. Н. Блохин.

### Университет, хоровой колледж, гимназия № 1
В 1820—1823 годах линия площади, являющаяся продолжением Тихоновской (Ульянова) улицы, оформилась двумя доходными домами виноторговца Дмитрия Григорьевича Деулина. Двухэтажные с подвалами дома были построены «единою фасадою» с арочным проездом во двор по проекту губернского архитектора И. Е. Ефимова. Поначалу здесь был постоялый двор для крестьян с трактиром на первом этаже, потом гостиница для приезжающих, которых было много, поскольку почтовая контора располагалась рядом.
Здесь на пути в Сибирь останавливалась первая партия ссыльных декабристов (Е. П. Оболенский, А. И. Якубович, А. З. Муравьёв, В. Л. Давыдов). В 1833 году в доме останавливался Александр Пушкин. По воспоминаниям современников он «квартировал в номерах Дивулина на Благовещенской площади, они считались лучшими в городе». В 1857 году номера посещал Тарас Шевченко, сделавший рисунок Благовещенского собора, глядя из окна трактира.
Тридцатилетний владелец гостиницы купец 3-й гильдии Деулин занимал в Нижнем Новгороде видные купеческие общественные должности градского старосты и ратмана в городовом магистрате. В 1827 году он попытался заняться оптовой продажей соли, взяв из государственных складов 5830 пудов соли под залог собственного дома, но разорился. В 1834 году в городовой обывательской книге Деулин записан уже как мещанин, «дому не имеет, а проживает в доме 1-й гильдии купеческой жены Щукиной.» Дома были проданы с аукциона и впоследствии сменили множество владельцев.
В конце XIX века угловой частью здания к Тихоновской улице владел купец Д. А. Обрядчиков, который к открытию Всероссийской промышленно-художественной выставки 1896 года решил перестроить помещения под просторный гостиничный блок. Но в 1895 году он скоропостижно скончался, завещав дом городу. Городская дума приняла решение отдать здание под гостиницу «Россия». Затем в этом здании находился РК КПСС Нижегородского района. В 1993 году 2 этажа здания было передано Нижегородскому хоровому училищу, ныне ГОУ СПО «Нижегородский хоровой колледж имени Л. К. Сивухина».
В доме, ближнем к кремлю, в середине XIX века располагалась главная гостиница Нижнего Новгорода — «Россия», в ней останавливался, в частности, Владимир Маяковский. С 1903 по 1932 год в здании располагалось Нижегородское коммерческое училище, переименованное впоследствии в Промышленно-экономический техникум, а затем — в Техникум советской торговли. Сейчас в здании располагается гимназия № 1 с углубленным изучением немецкого языка, а также музей Пушкина.

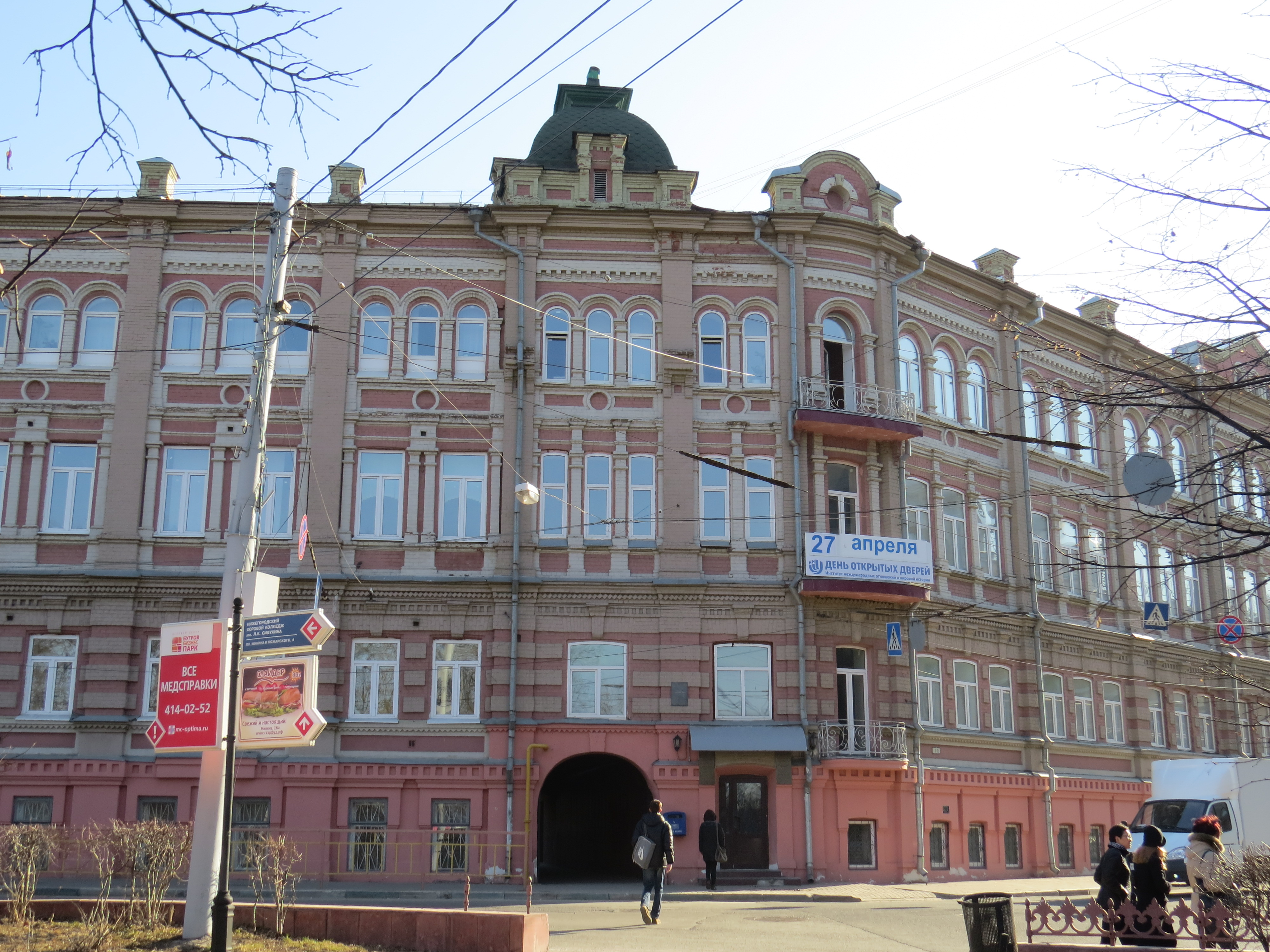
Университет и хоровой колледж
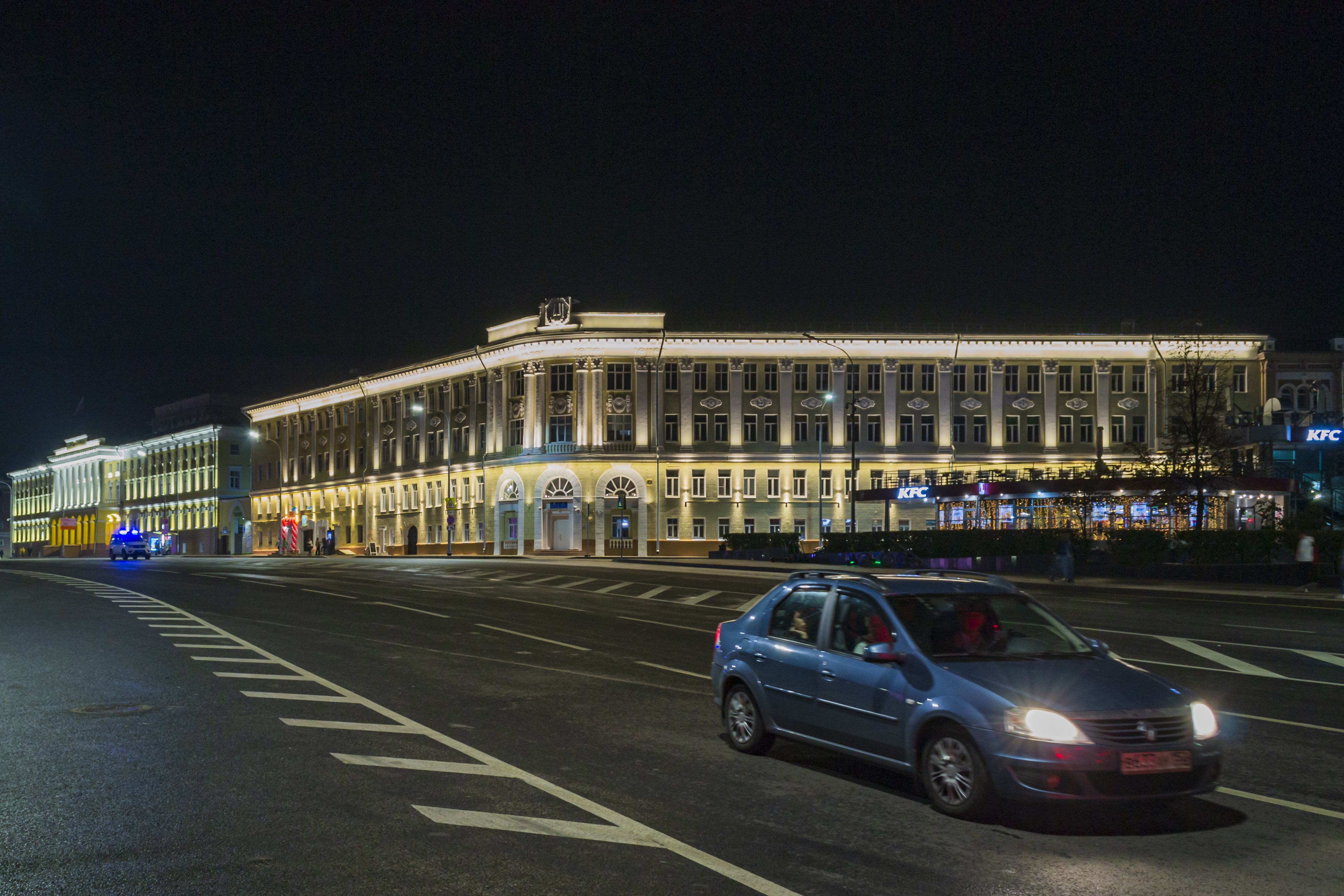
Здание гимназии № 1, где расположен музей А. С. Пушкина
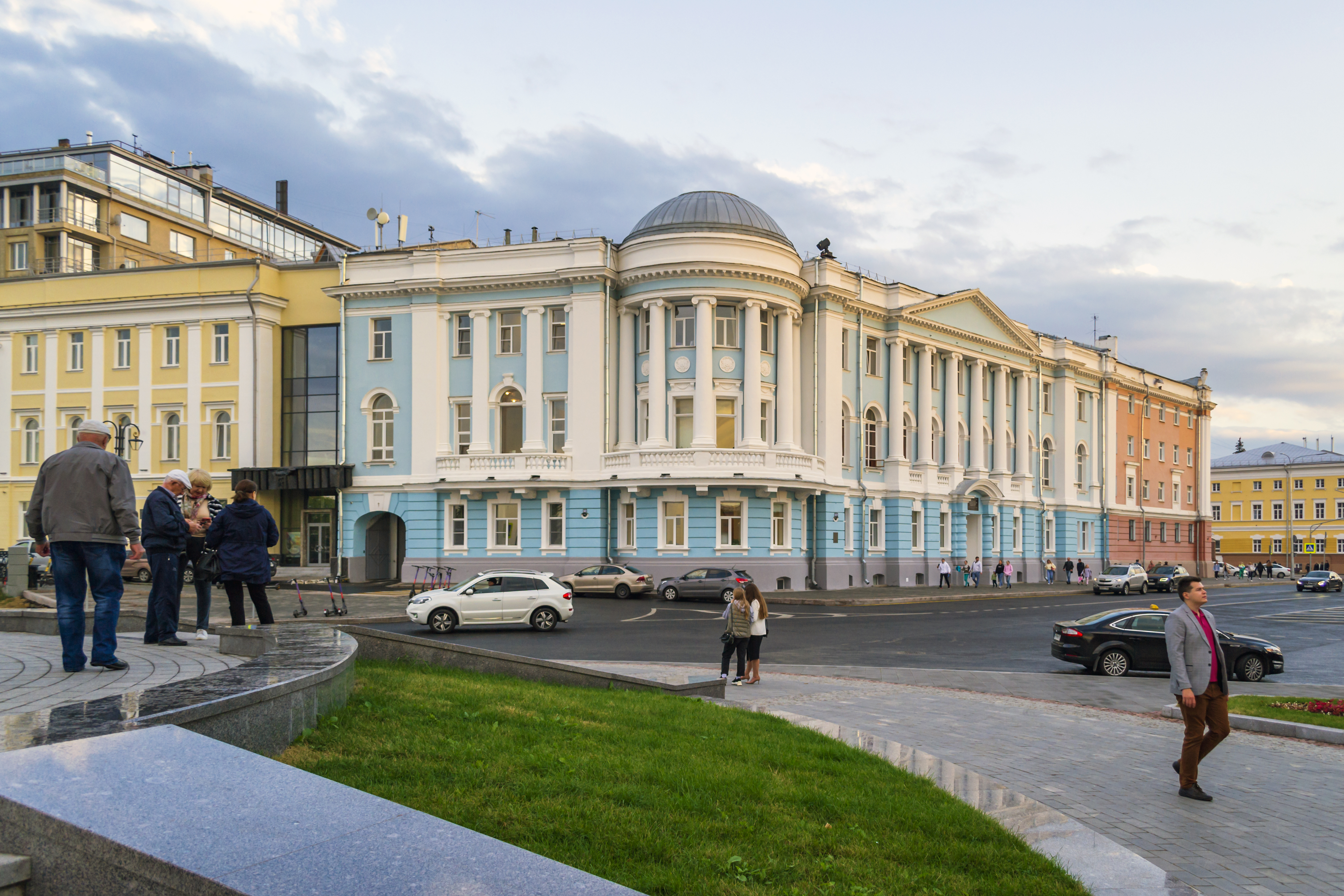
Первый корпус ПИМУ
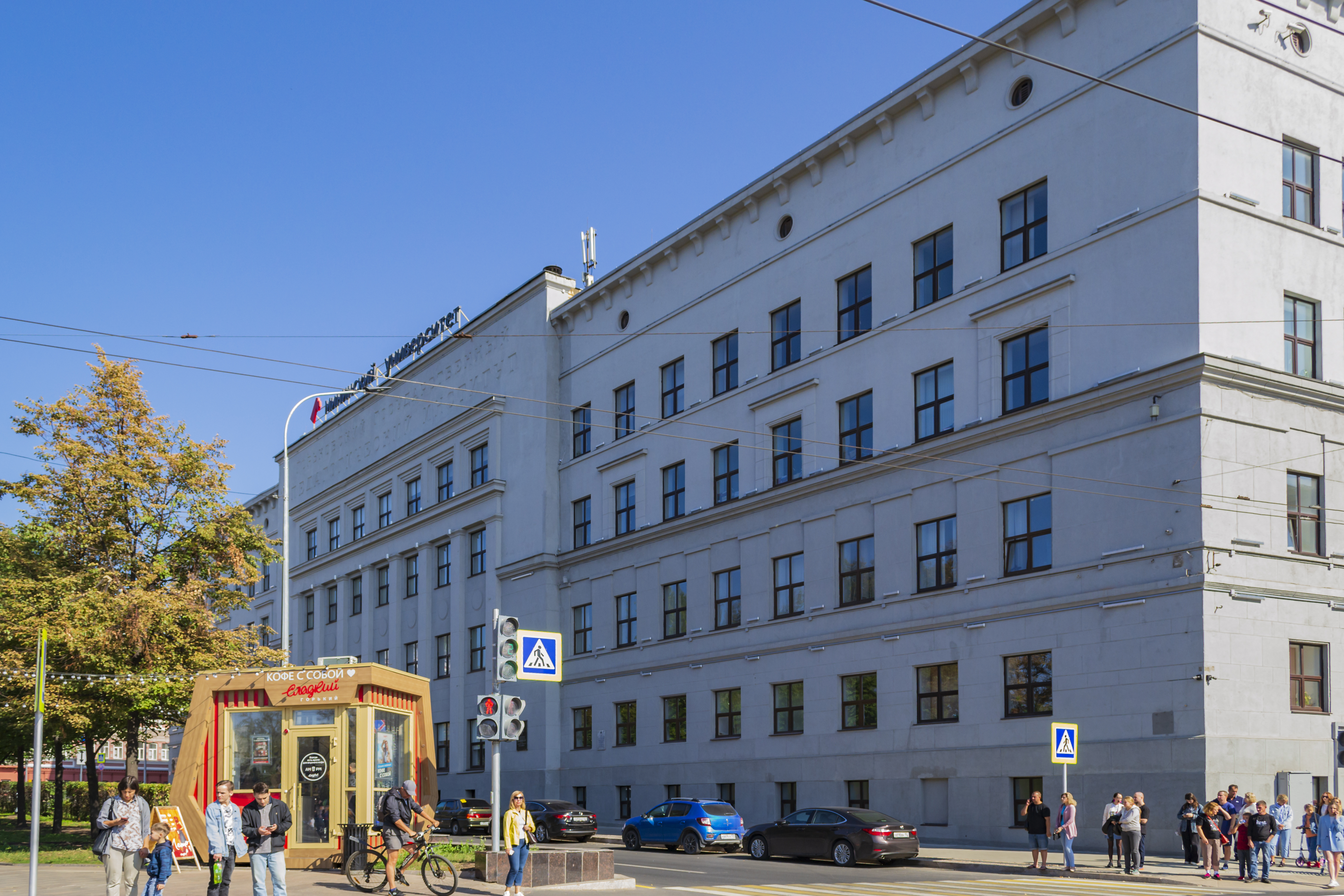
Мининский университет

## Современные угрозы
- 30 декабря 2014 года Губернатор Нижегородской области подписал указ об исключении площади из охраняемых объектов и разрешил её застройку.
- В январе 2015 года стало известно, что действующий на тот момент Губернатор Нижегородской области Валерий Шанцев дал разрешение на строительство под площадью подземного торгового центра[11]. Есть серьёзная угроза, как самой площади, так и Кремлю. Во-первых, сама площадь будет закрыта синим забором не один десяток лет. В условиях кризиса её застройка может оказаться нерентабельной и площадь ждёт участь Нижне-Волжской набережной, которая была закрыта забором с 2008 по 2018 год. Во-вторых, строительство торгового центра — прямая угроза Кремлю. От малейших колебаний почвы он может моментально разрушиться[12].
- 30 января 2015 года в городе разразился новый скандал, когда началось строительство многоэтажного жилого дома в границах улицы Ульянова и площади Минина и Пожарского. В 2006 году проект был согласован с управлением Росохранкультуры по Приволжскому федеральному округу[13]. Многоэтажный дом будет возвышаться над зданиями гимназии № 1 и историческим факультетом ННГУ. Компания ЗАО «Нижегородспецгидрострой» получила разрешение на строительство в охранной зоне ещё в 2011 году. Оно было выдано с нарушением, действующего тогда, закона 73-ФЗ об охране объектов культурного наследия. По новому закону, от конца декабря 2014 года, высотность объектов по красной линии на площади Минина и Пожарского регулируется законом об охране ОКН. Однако, внутри дворовых территорий объектов культурного наследия высотность застройки может быть любая[14]. Таким образом, даётся официальное разрешение на искажение исторического облика площади и прилегающих старинных улиц. 7 февраля 2015 года Управление Росохранкультуры заявило, что не давали согласования на строительство многоэтажного дома в границах площади Минина и улицы Ульянова[15]. Однако, «Нижегородспецгидрострой» обошёл запрет, объявив, что верхние четыре этажа девятиэтажного жилого дома являются надстройкой, и тем самым получил разрешение на строительство[16].
- В конце 2024 года стало известно о планах по передаче площадей от Института международных отношений и мировой истории в пользование хоровому колледжу[источник не указан 170 дней].

## Туризм

Бюст Кузьмы Минина перед «Первым» домом. Скульптор А. В. Кикин

Площадь является туристическим центром города: здесь находится главная достопримечательность города — Нижегородский кремль, от площади отходит одна из старейших улиц города — пешеходная Большая Покровская, с площади открывается прекраснейший вид на Стрелку и заволжские дали. На площади и в непосредственной близости находятся музеи:
- Выставочный комплекс;
- Музей А. С. Пушкина;
- Музей в Дмитровской башне;
- Художественный музей в Кремле.

Установлено несколько памятников:
- Кузьме Минину в центре площади;
- Памятник Валерию Чкалову у Чкаловской лестницы;
- бюст Кузьмы Минина перед «Первым» домом (ул. Минина, 1);
- бронзовая скульптура Городового, установленная к Дню города в 2006 году;
- множество мемориальных досок.